# Wipperfürth
Die Hansestadt Wipperfürth liegt im Oberbergischen Kreis im Regierungsbezirk Köln in Nordrhein-Westfalen und ist die älteste Stadt im Bergischen Land.

## Geographie
Wipperfürth liegt etwa 36,5 km nordöstlich von Köln an der Wupper, die im Oberlauf östlich der Stadt als Wipper bezeichnet wird. An die Stadt grenzen die Gemeinden und Städte Lindlar, Kürten, Wermelskirchen, Hückeswagen, Radevormwald, Halver, Kierspe und Marienheide.
Neben Wipperfürth gibt es sieben weitere Ortsteile: Agathaberg, Egen, Hämmern, Kreuzberg, Ohl, Thier und Wipperfeld sowie 226 namentlich ausgewiesene Ortschaften im 118 km² großen Gebiet der Stadt Wipperfürth.

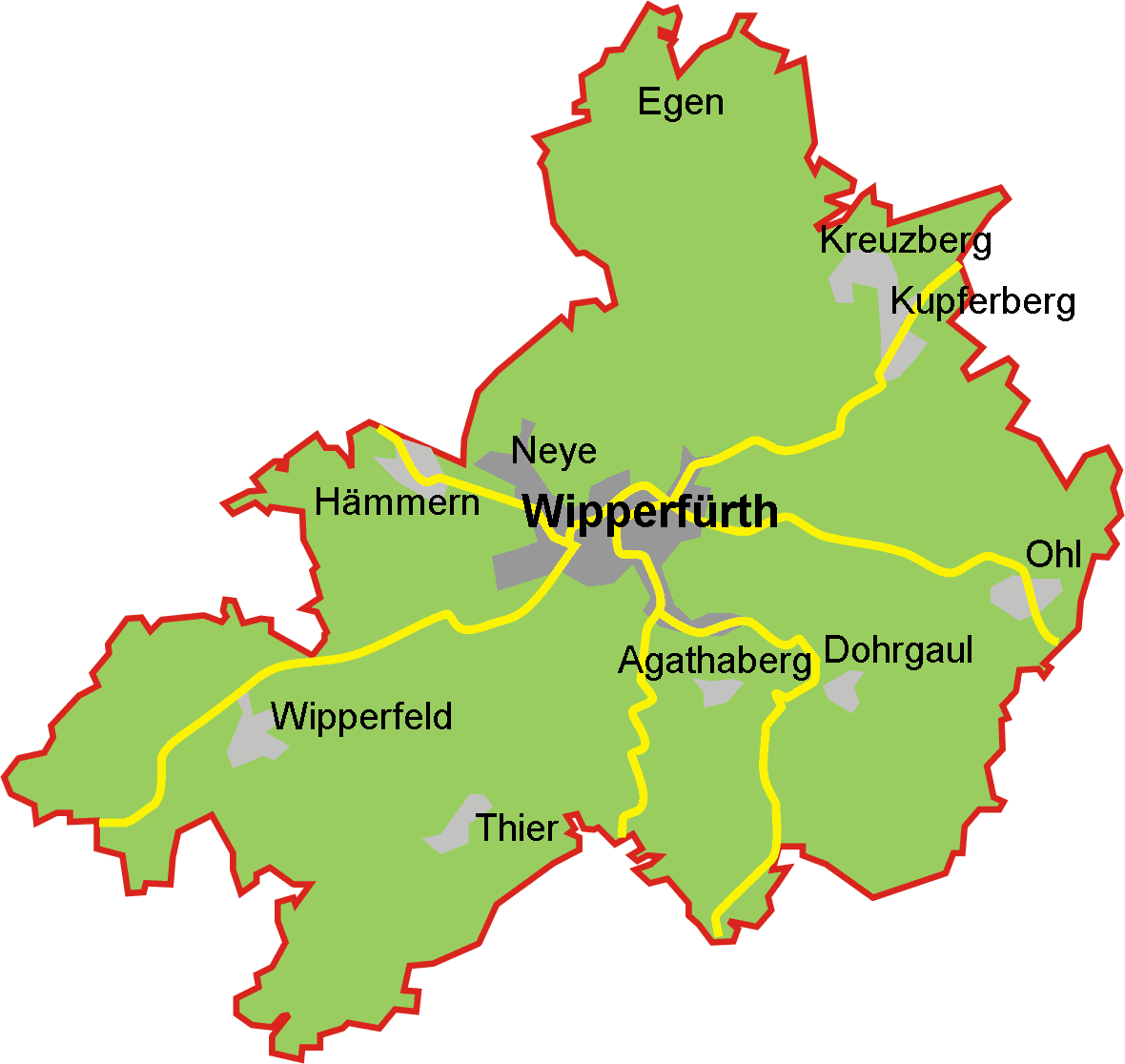
Übersichtskarte von Wipperfürth
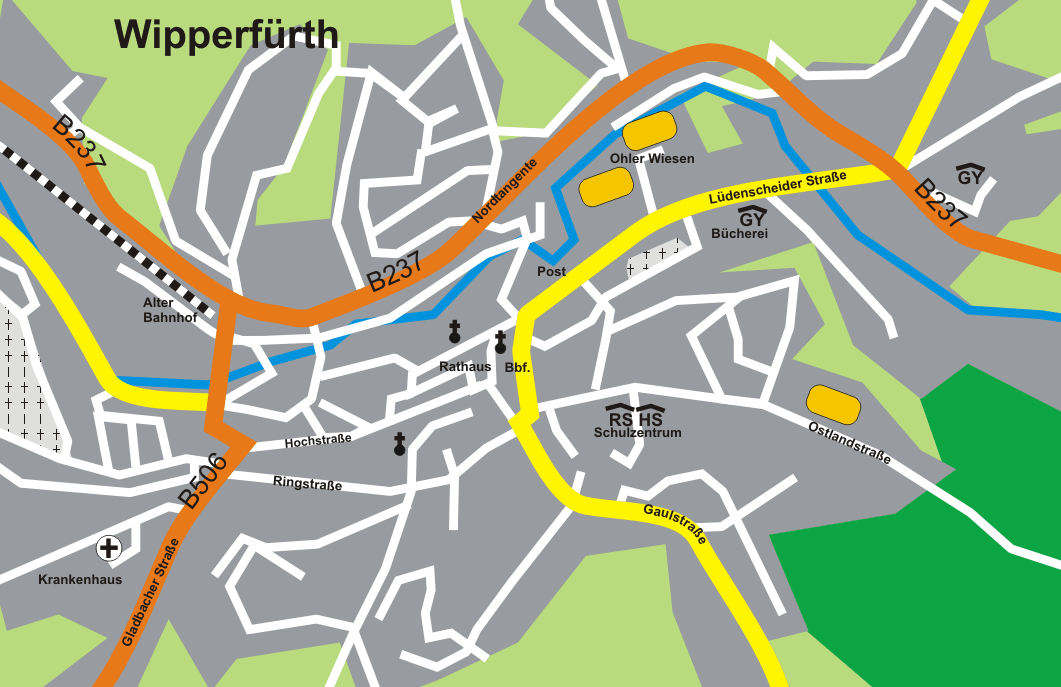
Karte der Innenstadt
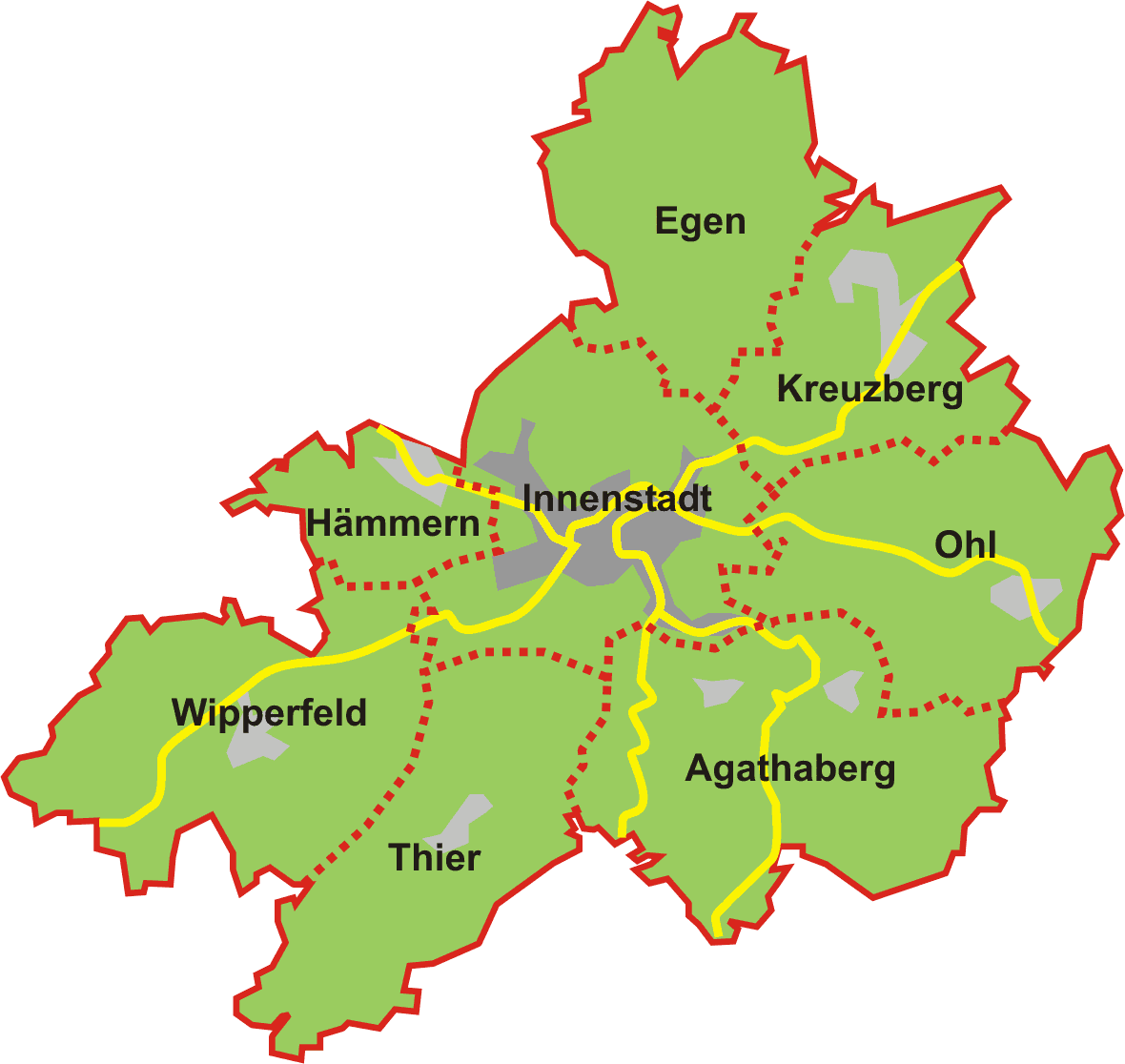
Ortsteile
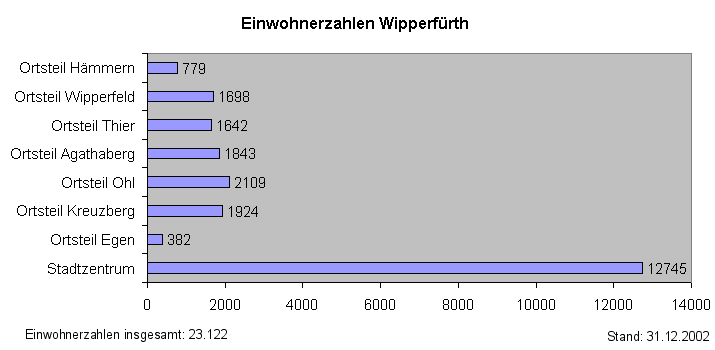
Einwohnerzahlen nach Ortsteilen

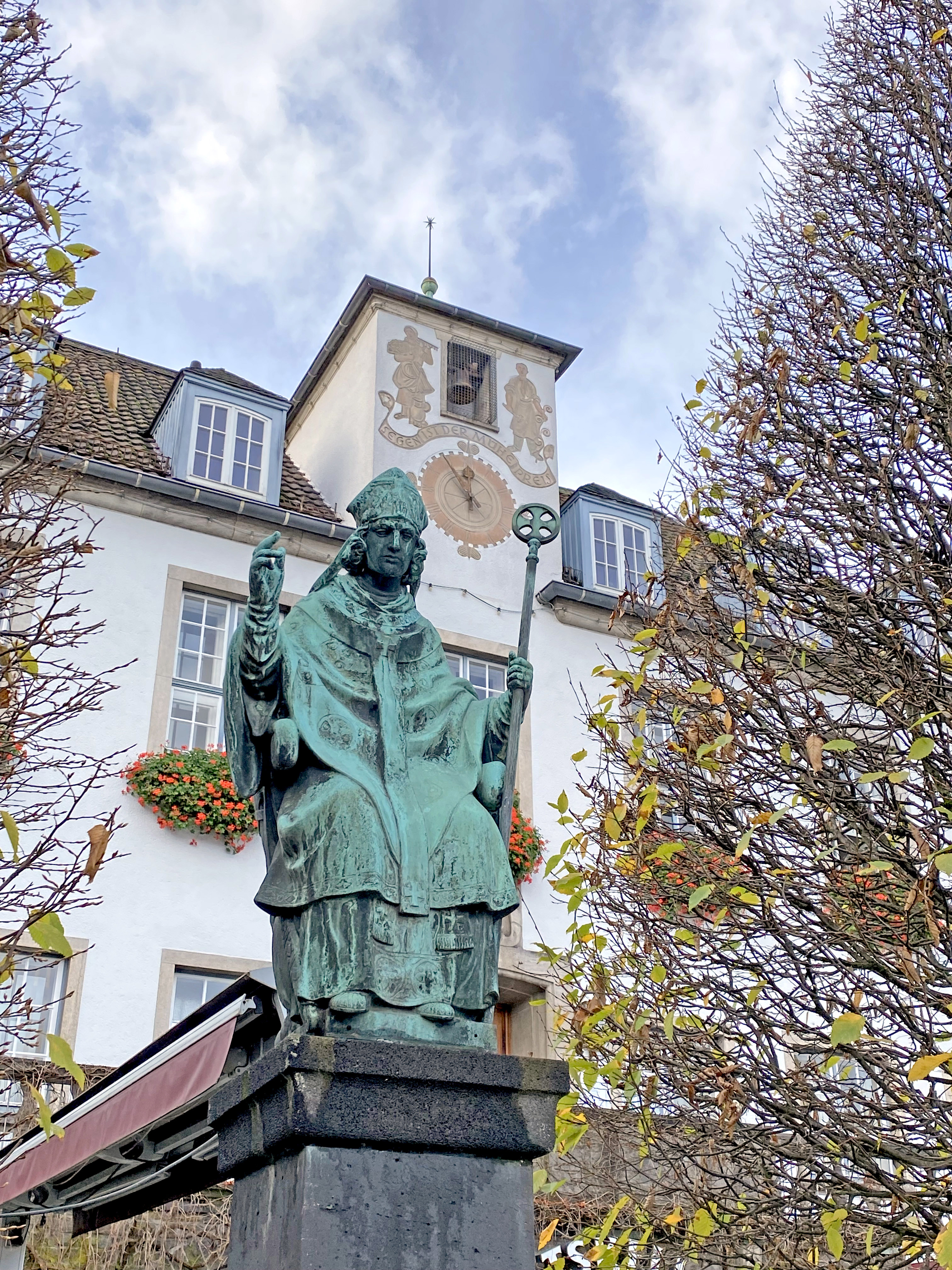
Stadtpatron Engelbert I von Köln - Denkmal vor dem Rathaus

## Geschichte

### 1131 bis zum 14. Jahrhundert
Die älteste schriftliche Erwähnung datiert von 1131. Im Siegburger Mirakelbuch wird der Ort bereits als Oppidum (= „Stadt“) bezeichnet. Schreibweise der Erstnennung: Weperevorthe. Zwischen 1217 und 1222 erhielt Wipperfürth Privilegien (Steuerbefreiungen) von Erzbischof Engelbert I. von Köln und nach 1225 die Stadtrechte von Heinrich von Limburg, Graf von Berg. Wipperfürth gilt damit als älteste Stadt im Bergischen Land. Die Verwaltung der Stadt wurde 1283 von Graf Adolf V. geregelt. Wipperfürth hatte ein eigenes Stadtgericht, Konsultationen fanden beim Stadtgericht Siegburg statt. Nach der Ämtereinteilung im Herzogtum Berg wurde Wipperfürth-Land vom Amt Steinbach verwaltet, hier war auch der Gerichtssitz für die Kirchspiele außerhalb der Stadt. Die Stadt Wipperfürth zahlte bis 1770 seine Steuern über das Amt Steinbach.
Schon 1275 gestattete König Rudolf von Habsburg dem Grafen, seine Münzstätte von Wildberg nach Wipperfürth zu verlegen. Hier wurden seitdem Pfennige nach Kölner Vorbild geprägt. Mit Privileg König Ludwigs des Bayern begann 1328 in Wipperfürth die erste Prägung von Groschen in Deutschland.

### Ab dem 14. Jahrhundert – Mitgliedschaft in der Hanse

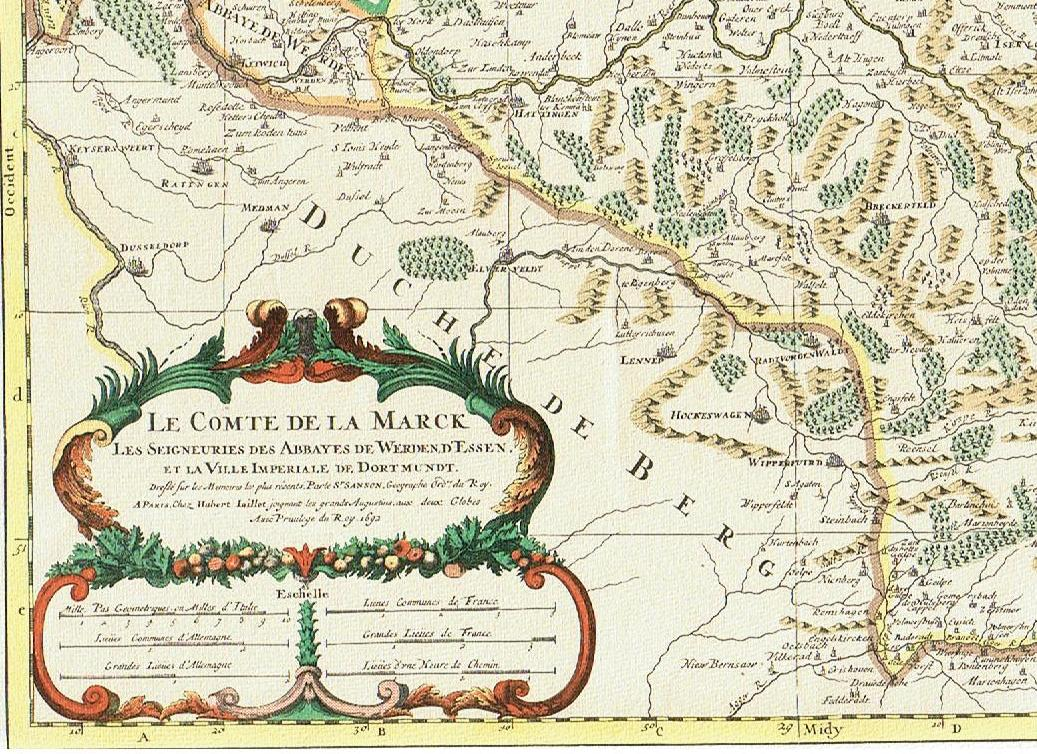
Kartenausschnitt Le Comte de la Marck Sanson 1692

Ab dem 14. Jahrhundert war die Stadt Mitglied der Hanse. Kaufleute der Stadt sind in Stockholm, Dorpat, Malmö, Nowgorod, Reval und Lübeck belegt. Das Stadtwappen von 1267 zeigt eine Kirche in zinnenbewehrter Mauer. Es lehnt sich an das große Stadtsiegel an, wie es zuerst auf einer Urkunde von 1267 erschien, wo es die Umschrift trägt: S(igillum):BURGENSIUM: OPIDI:IN:WIPPERVURDE.
1404 wurde Wipperfürth von den Kölnern belagert und schließlich besetzt, von der ehemaligen Krakenburg wurden die Häuser der Stadt in Brand gesetzt. An der Krakenburg begann auch die Stadtmauer, dem heutigen Klosterberg, am Klosterwall ging am Schützengraben vorbei bis zum Kölner Tor, verlief weiter bis zum Mahltor, von hier aus weiter in östlicher Richtung zwischen Obergraben und Pfarrkirche, dann wieder in Richtung Süden bis zum Attendorner Tor. Von dort zurück zur Klostermauer; diese Mauer steht auf der alten Stadtmauer. Reste dieser Stadtmauer sind am Klosterberg und an der Einmündung Untere Straße – Hochstraße (Ellers Ecke) erhalten.
Älteste Bauwerke der Stadt sind die dreischiffige romanische Pfarrkirche St. Nikolaus (um 1140) und der Marktbrunnen von 1331, der seine heutige Gestalt in der Renaissance erhielt. Die Entwicklung der Stadt wurde durch zahlreiche Stadtbrände behindert: 1333; 1352; 1368; 1383; 1404; 1412; 1465 (Siehe auch: Agathaberg); 1511; 1585; 1795.

### 1806–1918

Katasterkarte 1832 mit Rekonstruktion der Stadtmauer

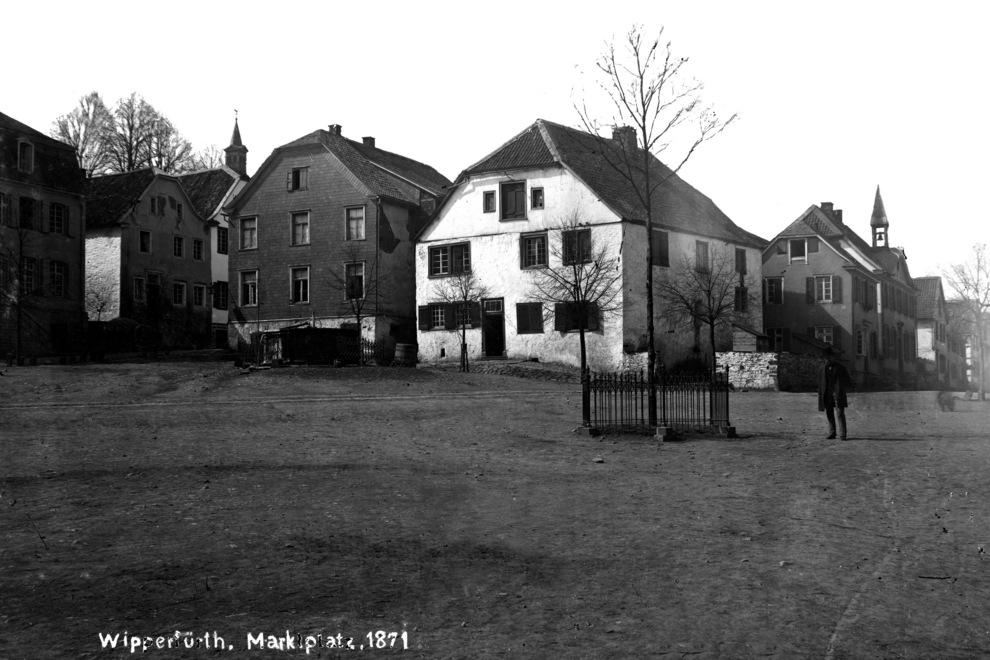
Der Marktplatz im Jahr 1871

1806 wurde das Herzogtum Berg vom Bayerischen König Maximilian I. als Herzog von Berg auf dem Tauschweg an Napoleon abgetreten. Unter der Regentschaft seines Schwagers, Joachim Murat, entstand das Großherzogtum Berg, Wipperfürth wurde 1808 Hauptort eines Kantons im Arrondissement Elberfeld des Departements des Rheins und bildete eine Mairie (Bürgermeisterei) nach französischem Vorbild.
Der Wiener Kongress beschloss 1815 die Angliederung des Rheinlandes an Preußen. Aus der bergischen Mairie Wipperfürth wurde die preußische Bürgermeisterei Wipperfürth. Seit 1816 gehörte Wipperfürth als Kreisstadt des Kreises Wipperfürth zum Regierungsbezirk Köln und von 1822 an zur Rheinprovinz. Landräte des neuen Kreises waren Friedrich Wilhelm Schumacher (1816–1845), Julius Wiethaus (1845–1852) und Clemens Mersmann (1852–1855). Es folgte ein Streit der Gemeinde Lindlar mit der Stadt Wipperfürth, wo der Sitz des neuen Kreises angesiedelt werden solle. Erst 1896 wurde dieser Streit vom Minister endgültig beigelegt.
Am 22. November 1876 bekam Wipperfürth seinen ersten Bahnanschluss, von Remscheid-Lennep über Hückeswagen führte die Wippertalbahn nach Wipperfürth. 1902 wurde diese Bahn bis Marienheide weitergeführt.
Eine erste Postbusverbindung in Wipperfürth wurde 1899 nach Lindlar eingerichtet. 1908 kam es wieder zu Auseinandersetzungen mit der Gemeinde Lindlar um die Einrichtung einer Winterschule. Der Rat der Gemeinde Lindlar vertrat die Meinung, dass Wipperfürth nicht als Ort in Frage käme da „Wipperfürth am äußersten Ende des Kreises liegt“. 1909 versuchte ein Wipperfürther Landrat die Winterschule per Verfügung in Wipperfürth zu bauen, aus Protest legen sämtliche Gemeinderäte in Lindlar ihr Amt nieder. Die Schule wurde schließlich in Lindlar gebaut.
Am 30. Juni 1910 wurde eine Eisenbahnverbindung zur Wuppertal-Bahn nach Anschlag eröffnet. Damit bestand ein Anschluss in die märkische Region zur Volmetalbahn. Ursprünglich sollte diese Linie zum Rhein hin nach Bergisch Gladbach weitergeführt werden, die Planung wurde aber nie umgesetzt. Vor dem Ersten Weltkrieg war alternativ eine Weiterführung der Bahnstrecke Köln-Mülheim–Lindlar nach Wipperfürth geplant. Wegen des Krieges wurde auch diese Bahn nicht gebaut.

### 1919–1945
Am 5. März 1923 wurde Wipperfürth von französischen Dragonern besetzt. Landräte im Kreis Wipperfürth waren Eduard Wessel (1919–1924) und Leo Huttrop (1924–1932). Am 1. Oktober 1932 wurden der Kreis Wipperfürth und der Kreis Mülheim am Rhein als „Bergischer“ und schließlich als „Rheinisch-Bergischer Kreis“ mit Sitz in Köln-Mülheim vereinigt. Erster Landrat (1932–1933) war Matthias Eberhard.
1927 wurden die Pläne der Eisenbahnstrecke Wipperfürth–Lindlar zugunsten der Strecke Wipperfürth–Bergisch Gladbach fallen gelassen.

### Ende des Zweiten Weltkrieges
Ab Oktober 1944 wurden angesichts der näherrückenden Truppen der Alliierten so genannte „Volkssturmkompanien“ aufgestellt. Vom 16. Februar 1945 bis zum 26. März 1945 war auch Wipperfürth Ziel von Luftangriffen, wovon ein Ereignis besonders markant war: Am 22. März 1945 zerstört eine Fliegerbombe das Rathaus am Marktplatz und ein angrenzendes Hotel.
Im April 1945 zerstörten deutsche Truppen die Ohler Brücke, um den Vormarsch der Alliierten aufzuhalten. NSDAP-Kreisleiter Aldingen aus Bergisch Gladbach erteilte dem Wipperfürther Bürgermeister und NSDAP-Ortsgruppenleiter Hankow den Befehl, sämtliche Talsperren um Wipperfürth herum zu sprengen. Der Befehl wurde aber nicht ausgeführt.
Am 13. April 1945 rückten die US-Amerikaner von Egerpohl und Dohrgaul kommend in Wipperfürth ein. Am 7. Mai 1945 wurde der von den Nationalsozialisten 1933 aus dem Amt entfernte Bürgermeister Carl Graf wieder eingesetzt.

### Ab 1945
Mit der Errichtung von fünf hölzernen Baracken am Wipperfürther Rangierbahnhof wurde nach dem Zweiten Weltkrieg ein Durchgangslager für Flüchtlinge aus den ehemaligen deutschen Ostgebieten eingerichtet. Im Jahr 1946 trafen täglich etwa 1000 bis 1800 Flüchtlinge ein. Die Planungen der Behörden sahen einen Aufenthalt von maximal 24 Stunden je Person vor und deshalb hatte man in Bezug auf Heizung, sanitären Anlagen und Beleuchtung nur eine einfache Ausstattung vorgesehen. Durch den immensen Ansturm von Flüchtlingen kam es jedoch zu monatelangen Aufenthaltszeiten. In den Jahren 1951 und 1952 wurde das Lager erneuert, die Strohsackbetten ausgetauscht und angemessene sanitäre Einrichtungen gebaut. 1960 endete die Nutzung der Baracken als Durchgangslager.
1955 wurde erneut geplant, die Landwirtschaftsschule, die 1910 in Lindlar errichtet worden war, nach Wipperfürth zu verlegen. Doch auch das scheiterte zunächst; erst 1971 wurde die Schule nach Wipperfürth verlegt. 1962 wurde in Wipperfürth eine Handelsschule errichtet. Der Berufsschulverband mit der Stadt Wipperfürth, den Ämtern Engelskirchen und Kürten sowie den Gemeinden Lindlar und Klüppelberg wurde 1975 aufgelöst. Die Berufsschule wurde von dem im Rahmen der Gebietsreform damals neu errichteten „Oberbergischen Kreis“ übernommen.
Im Zuge der kommunalen Neugliederung, die am 1. Januar 1975 in Kraft trat, wurden die bisherige Stadt Wipperfürth mit wesentlichen Teilen der Gemeinden Klüppelberg und Wipperfeld zur neuen Stadt Wipperfürth vereinigt (§ 12 Abs. 1 Köln-Gesetz) und dem neu gegliederten Oberbergischen Kreis zugeschlagen (§ 25 Abs. 1 und 2 Köln-Gesetz).
Seit dem 19. März 2012 darf Wipperfürth den offiziellen Zusatz Hansestadt führen.

### Bevölkerung

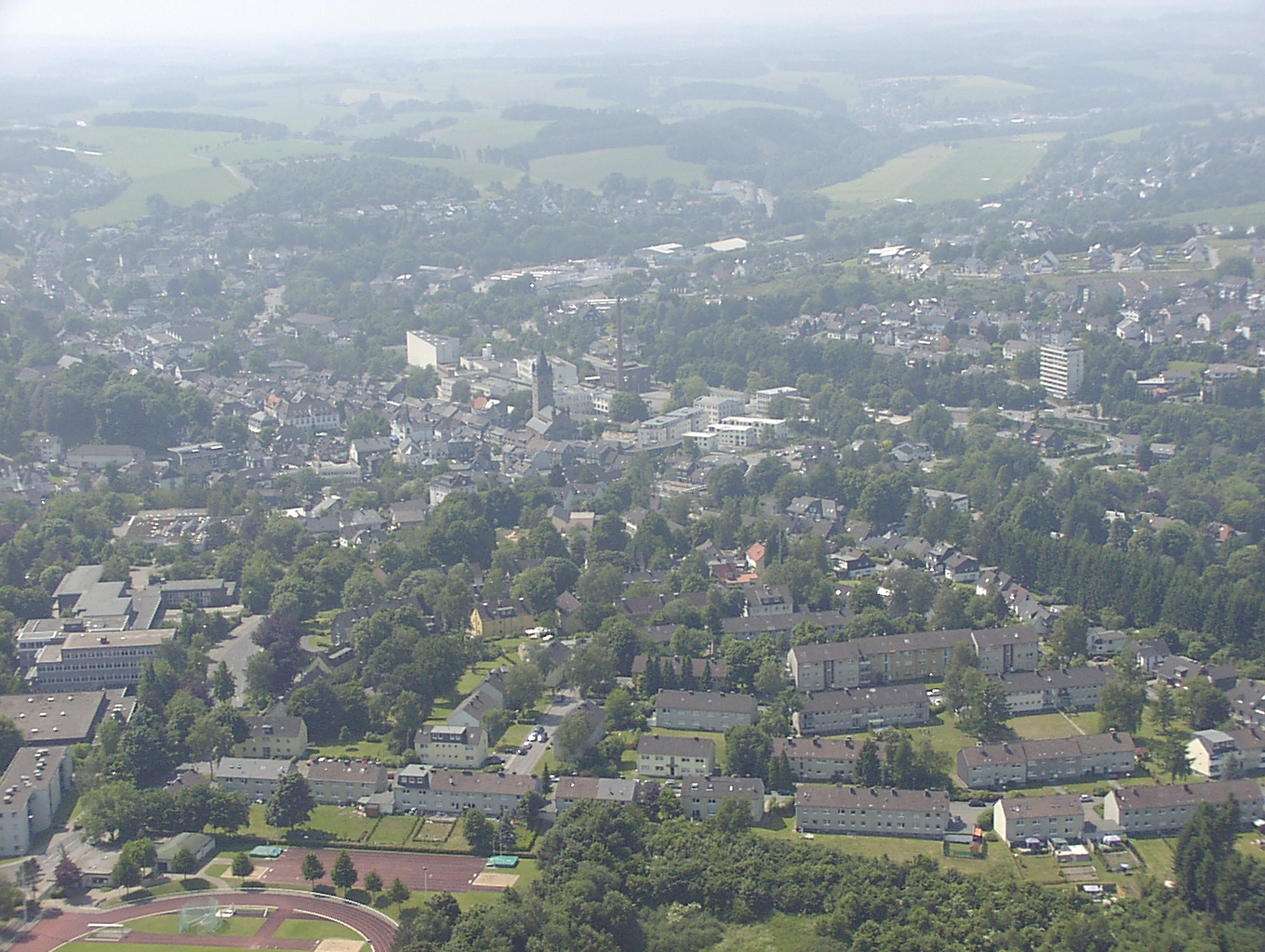
Luftaufnahme der Stadt Wipperfürth von Osten

Wipperfürth hatte am 30. Juni 2006 24.062 Einwohner. Davon waren etwa 1.800 ausländische Einwohner (etwa 7,6 %). Die größten Gruppen bilden dabei türkische (etwa 600) und italienische Staatsbürger (etwa 400). Von den etwa 7.000 versicherungspflichtig beschäftigten Arbeitnehmern waren 45,7 % im Dienstleistungssektor, 53,6 % im produzierenden Gewerbe und 0,7 % in der Landwirtschaft beschäftigt. Die Arbeitslosenquote lag im Bereich der Arbeitsagentur Wipperfürth (Wipperfürth, Hückeswagen und Radevormwald) im März 2006 bei 10,5 %.

### Einwohnerentwicklung
(jeweils zum 31. Dezember)
| \| Jahr \| Einwohner \| \| ------ \| --------- \| \| 1950 1 \| 17.594 \| \| 1961 1 \| 20.239 \| \| 1970 1 \| 21.138 \| \| 1987 \| 20.373 \| \| 1999 \| 22.918 \| \| 2000 \| 23.095 \| \| 2006 \| 24.062 \| \| 2017 \| 21.202 \| \| 2020 \| 20.875 \| \| 2021 \| 20.879 \| |           |
| Jahr | Einwohner |
| 1950 1 | 17.594    |
| 1961 1 | 20.239    |
| 1970 1 | 21.138    |
| 1987 | 20.373    |
| 1999 | 22.918    |
| 2000 | 23.095    |
| 2006 | 24.062    |
| 2017 | 21.202    |
| 2020 | 20.875    |
| 2021 | 20.879    |

## Religionen

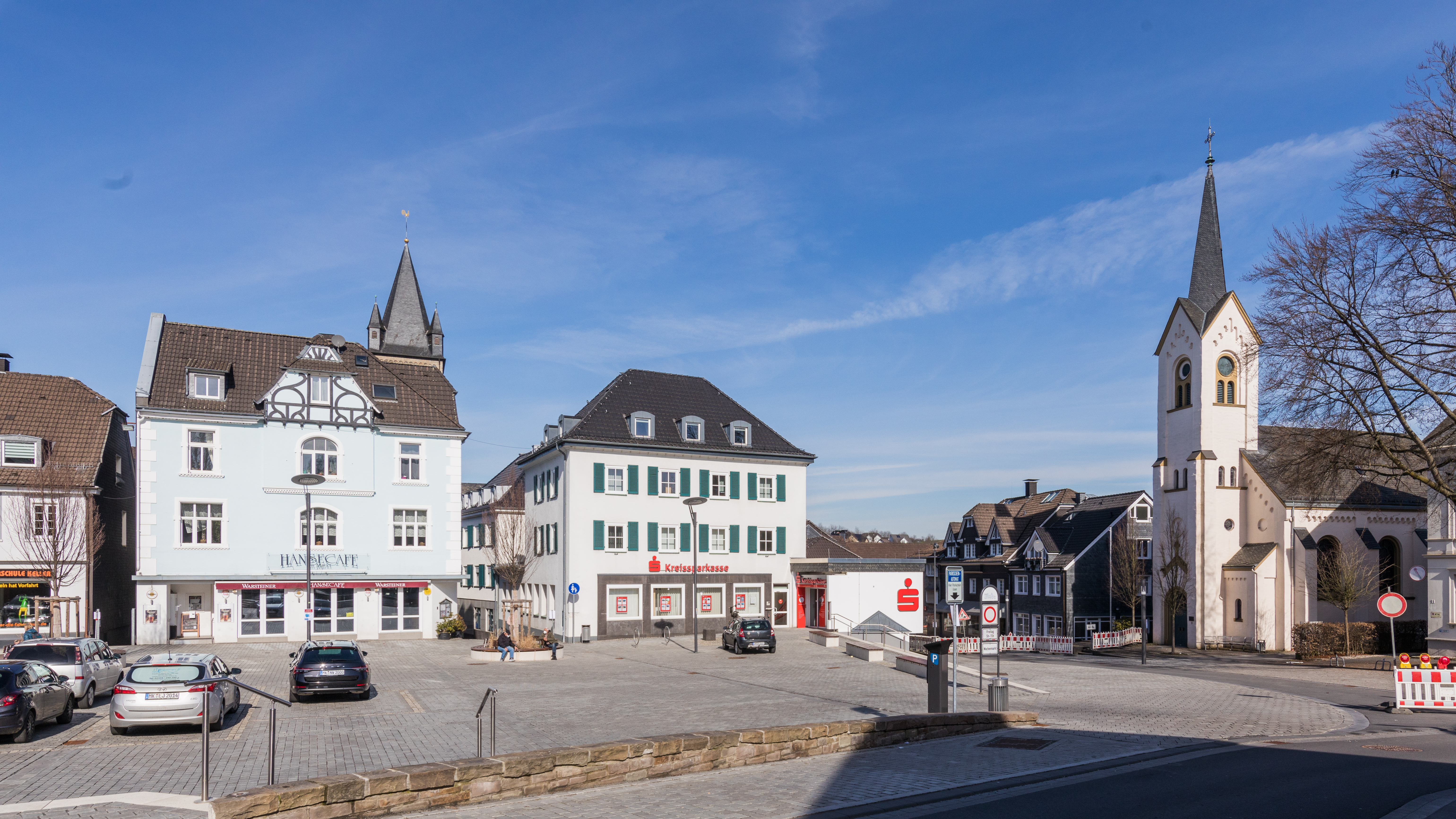
Marktplatz und evangelische Kirche

Laut Institutionsschematismus 2008 des Erzbistums Köln leben in Wipperfürth 12.937 Katholiken. Dies entspricht einem Bevölkerungsanteil von etwa 55 Prozent.
Eine erste evangelische Gemeinde bestand ab Beginn des 17. Jahrhunderts. Im Jahre 1610 erhielt sie einen Gottesdienstraum im Rathaus. Nach der Einnahme der Stadt durch die Spanier 1622 wurde den Protestanten die Ausübung des Gottesdienstes untersagt. Sie wichen daher nach Klaswipper und Rönsahl aus. Erst 1788 erhielten die Lutheraner Wipperfürths von der Regierung die Befugnis zur Religionsausübung. Es folgte die Gründung einer von Klaswipper eigenständigen Kirchengemeinde. 1793 wurde eine eigene Kirche am Marktplatz eingeweiht, die allerdings 1795 durch den großen Stadtbrand vernichtet wurde. Es folgte ein erneutes Ausweichen nach Klaswipper, wo 1837 die dortige im klassizistischen Stil errichtete Kirche eingeweiht wurde. Erst 1877 konnte im Hauptort die heutige Kirche am Markt eingeweiht werden. 1891 wurde die Wipperfürther Gemeinde von der Gemeinde in Klaswipper selbständig. Heute zählt die Evangelische Kirchengemeinde in Wipperfürth etwa 3200 Mitglieder. Daneben besteht weiterhin eine eigenständige Kirchengemeinde in Klaswipper.
In Wipperfürth befindet sich mit dem Daiseion-ji einer von drei Tempeln der Nichiren-shū in Europa.

## Politik

### Stadtrat
Die Kommunalwahlen seit 2004 führten zu folgenden Verteilungen der Sitze im Stadtrat auf die Parteien und Listen:

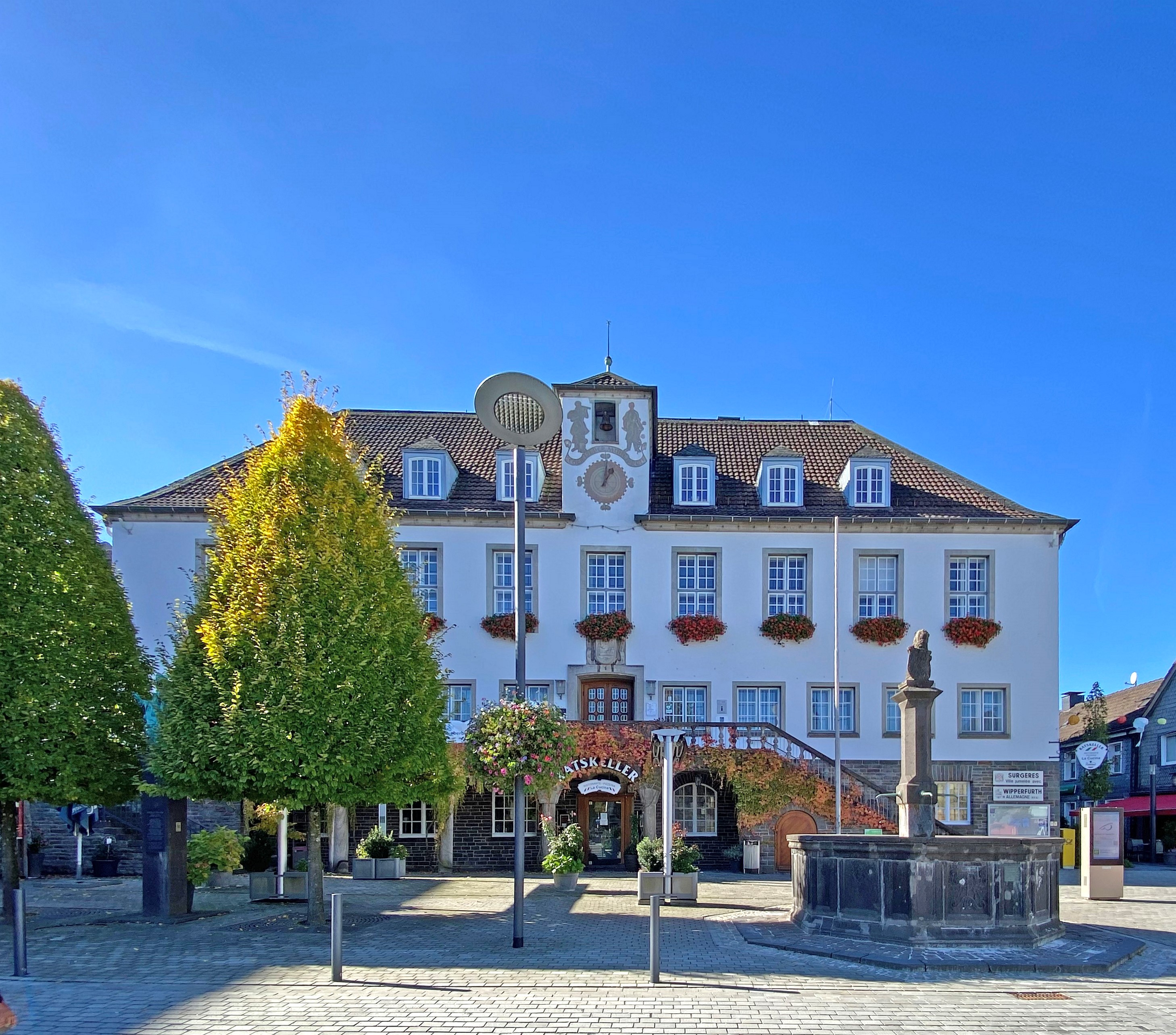
Rathaus

| Partei     | CDU | SPD | UWG | GRÜNE | FDP | LINKE | Gesamt |
| Sitze 2020 | 17  | 8   | 4   | 7     | 2   | –     | 38     |
| Sitze 2014 | 17  | 8   | 4   | 3     | 1   | 1     | 34     |
| Sitze 2009 | 17  | 8   | 5   | 3     | 3   | –     | 36     |
| Sitze 2004 | 19  | 8   | 4   | 2     | 1   | –     | 34     |

### Bürgermeister
Zur Bürgermeisterin gewählt wurde 2020 Anne Michaela Loth, die als parteilose Kandidatin von CDU und SPD antrat, mit 59,63 Prozent der Stimmen. Ihr Vorgänger Michael von Rekowski (parteilos) amtierte seit 2009. Dessen Vorgänger war von 1999 bis 2009 Guido Forsting (CDU).

### Wappen
| Wappen von Wipperfürth | Blasonierung: „In Blau über beiderseits ansteigender silberner (weißer) Zinnenmauer mit einem dreizinnigen Torturm und geschlossenen schwarzen Tor schwebend eine dreitürmige silberne (weiße) Kirche in Seitenansicht; darüber ein silberner (weißer) Schild, darin ein zwiegeschwänzter, blau bekrönter, -bewehrter und -bezungter roter Löwe, oben überdeckt mit einem vierlätzigen schwarzen Turnierkragen.“                                                                |
| Wappen von Wipperfürth | Wappenbegründung: Das Stadtwappen ist eine Nachbildung des ältesten bekannten Stadtsiegels der Stadt. Heinrich von Limburg übernahm das Limburger Wappen mit dem Limburger Löwen, behielt aber im Siegel den bekannten Zinnenschnitt. Nach Erbteilung seiner Söhne übernahm Walram von Limburg den Limburger Löwen als Wappen, Adolf fügte zunächst diesen Turnierkragen in seinem Wappen dem Limburger Löwen als Bergisches Wappen bei, der bis 1280 im Wappen erhalten blieb. |

### Siegel
Das Siegel stammt aus dem Jahre 1267 und trägt die Umschrift: „S BURGENSIUM OPIDI IN WIPPERVORDE“; im Siegelfeld ist das Abbild der alten Kirche zu sehen.

### Städtepartnerschaft
- Surgères, Charente-Maritime, Frankreich, seit 1988

## Kultur und Sehenswürdigkeiten

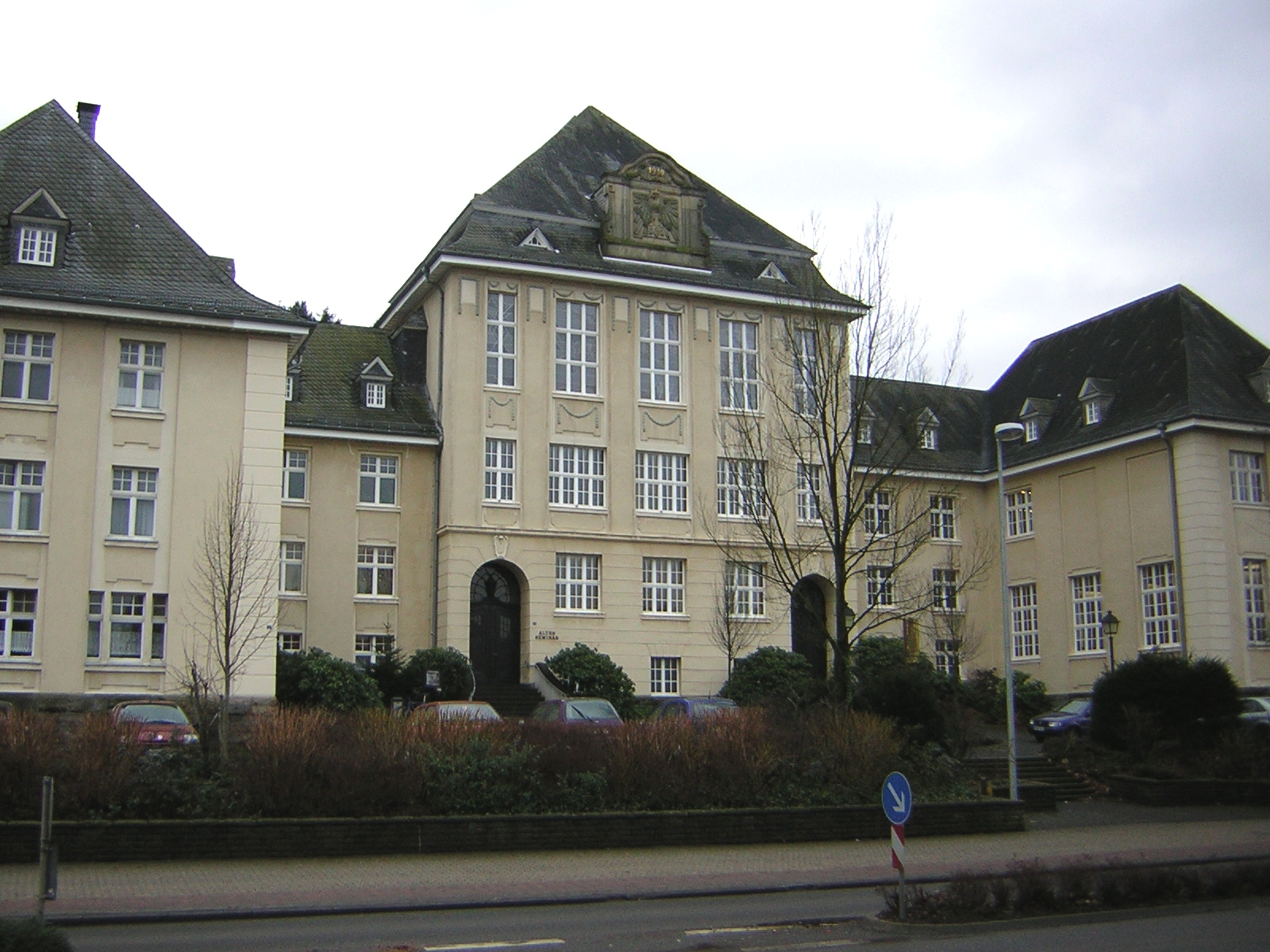
Altes Seminar

### Bauwerke
- Das ehemalige Franziskanerkloster Wipperfürth
- Villa Ohl (Schwarzpulvermuseum)
- Altes Amtsgericht, heute ist nur noch der Turm zu sehen, der in das neue Amtsgericht integriert ist.
- Altes Seminar an der Lüdenscheider Straße, siehe auch Engelbert-von-Berg-Gymnasium Wipperfürth
- Reste der Stadtmauer

#### Bauwerke am Markt

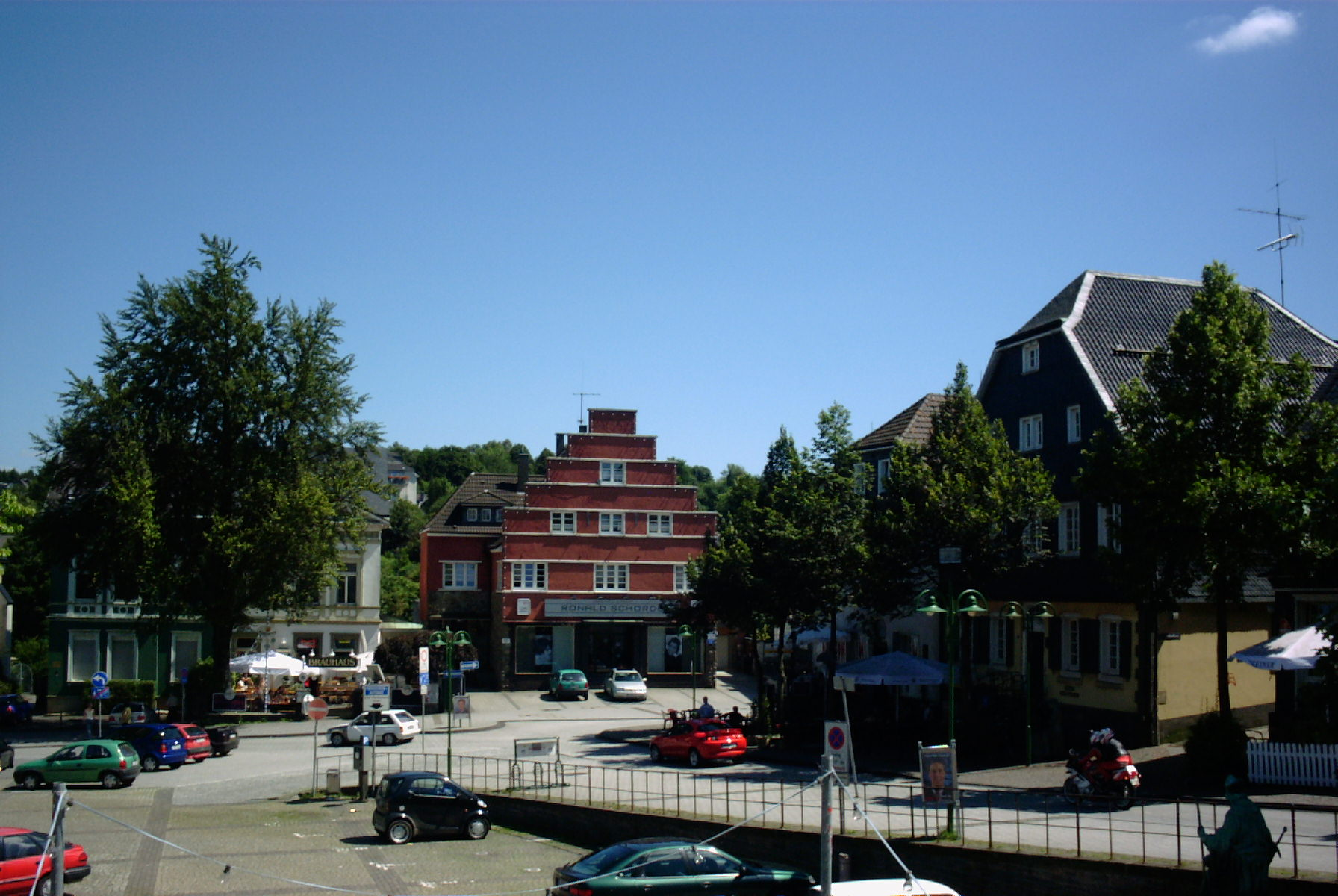
Marktplatz

Der Marktplatz von Wipperfürth gilt mit seinem Gebäudeensemble als sehenswert. Er ist im Verhältnis zu benachbarten Städten gleicher Größenordnung auch aufgrund der Gastronomie relativ belebt.
- Gasthaus Penne (ehemals Bergischer Hof), altes Nagelsche Herrenhaus welches 1699 erbaut wurde
- Altes Stadthaus
- Karl-Josef-Haus (Hotel Haus am Markt)
- Rathaus
- Hansecafe am Markt
- Brauhaus am Markt

#### Bauwerke an der Wupper
- Alte Drahtzieherei
- Turbinenhaus

#### Kirchen
Mit Abstand die älteste Kirche von Wipperfürth ist die Pfarrkirche St. Nikolaus im Stadtzentrum. In direkter Nachbarschaft befindet sich die Evangelische Kirche. Der Grundstein zum Kirchengebäude am Markt wurde am 26. April 1875 gelegt, die Einweihung erfolgte am 6. Juni 1877. Sie wurde an Stelle der ersten evangelischen Kirche erbaut, die beim Stadtbrand von 1795 zerstört wurde. Auf dem Klosterberg steht die Antoniuskirche aus dem Jahr 1674. Sie steht an der Stelle der ehemaligen Krakenburg und wurde als Klosterkirche und Teil der Klosteranlage erbaut.

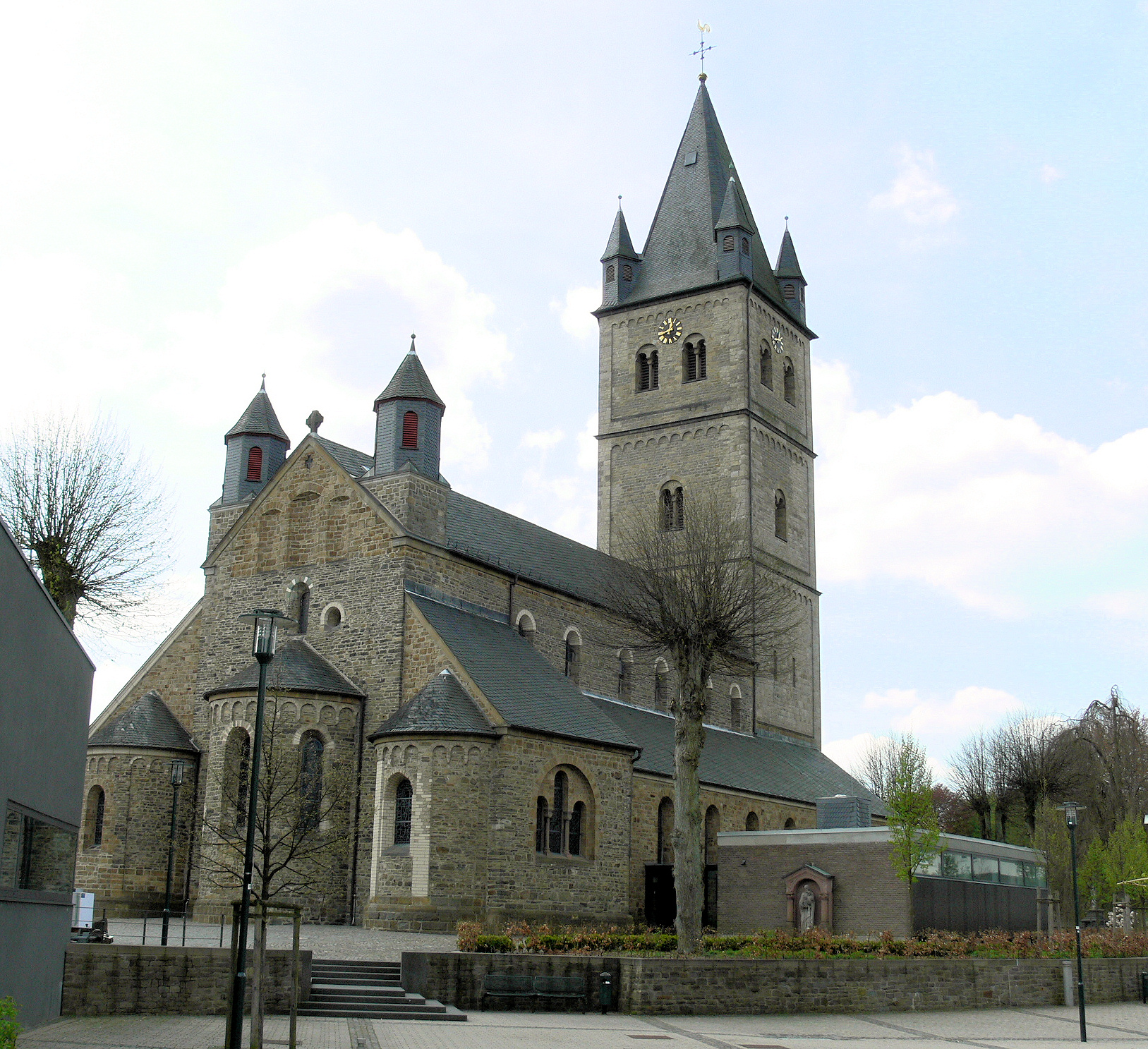
Pfarrkirche St. Nikolaus
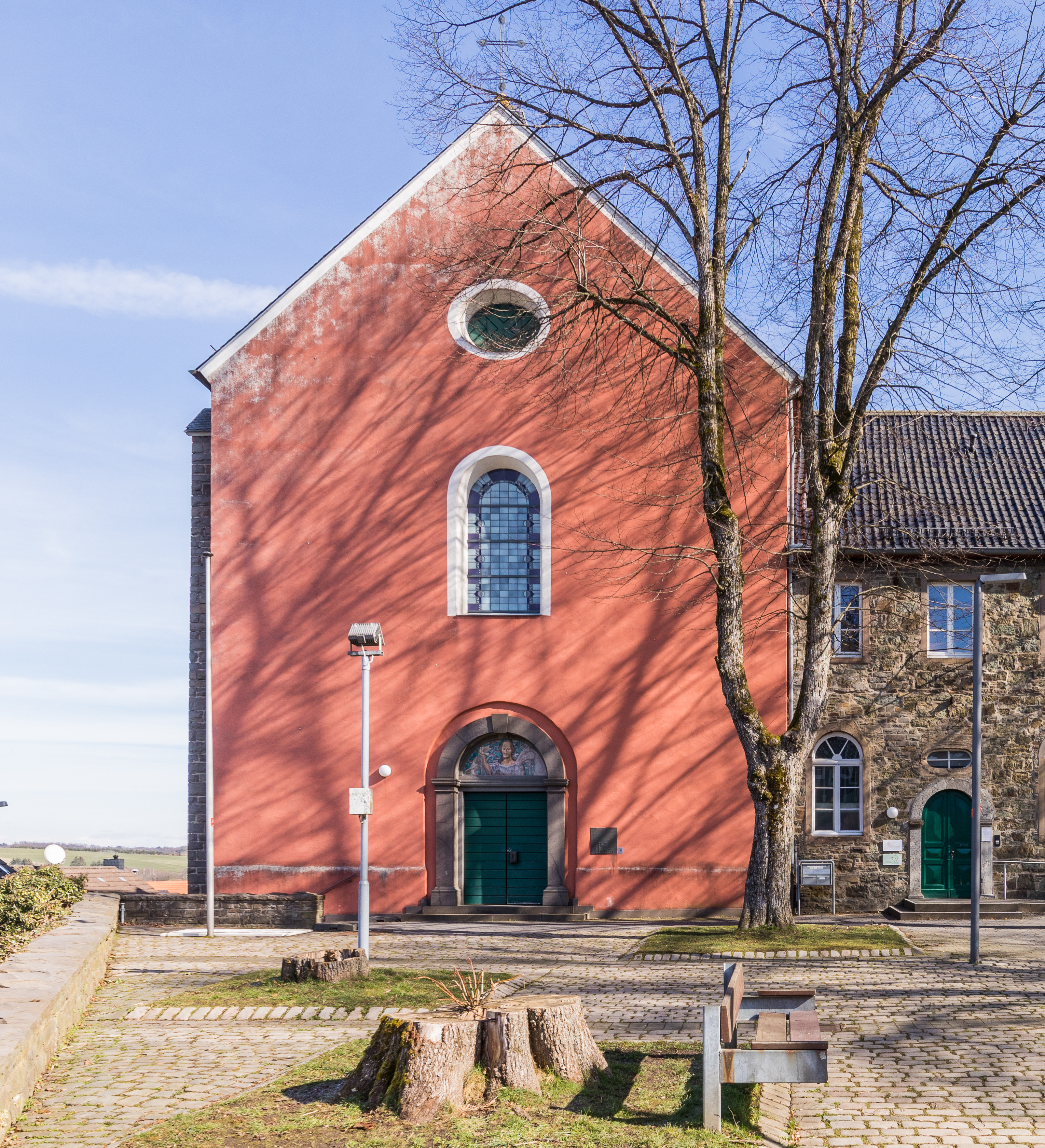
Ehemalige Klosterkirche St. Antonius
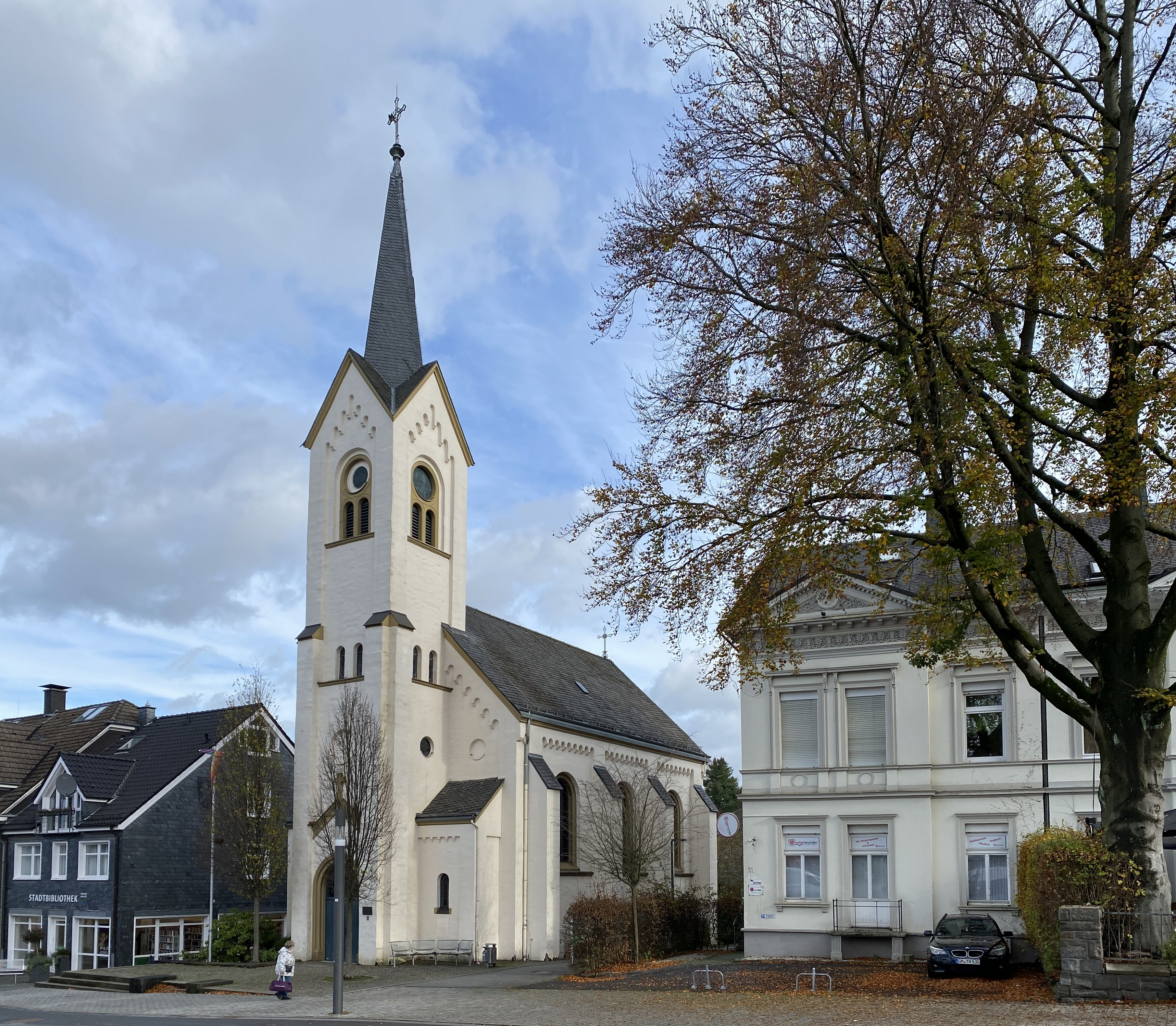
Evangelische Kirche am Marktplatz
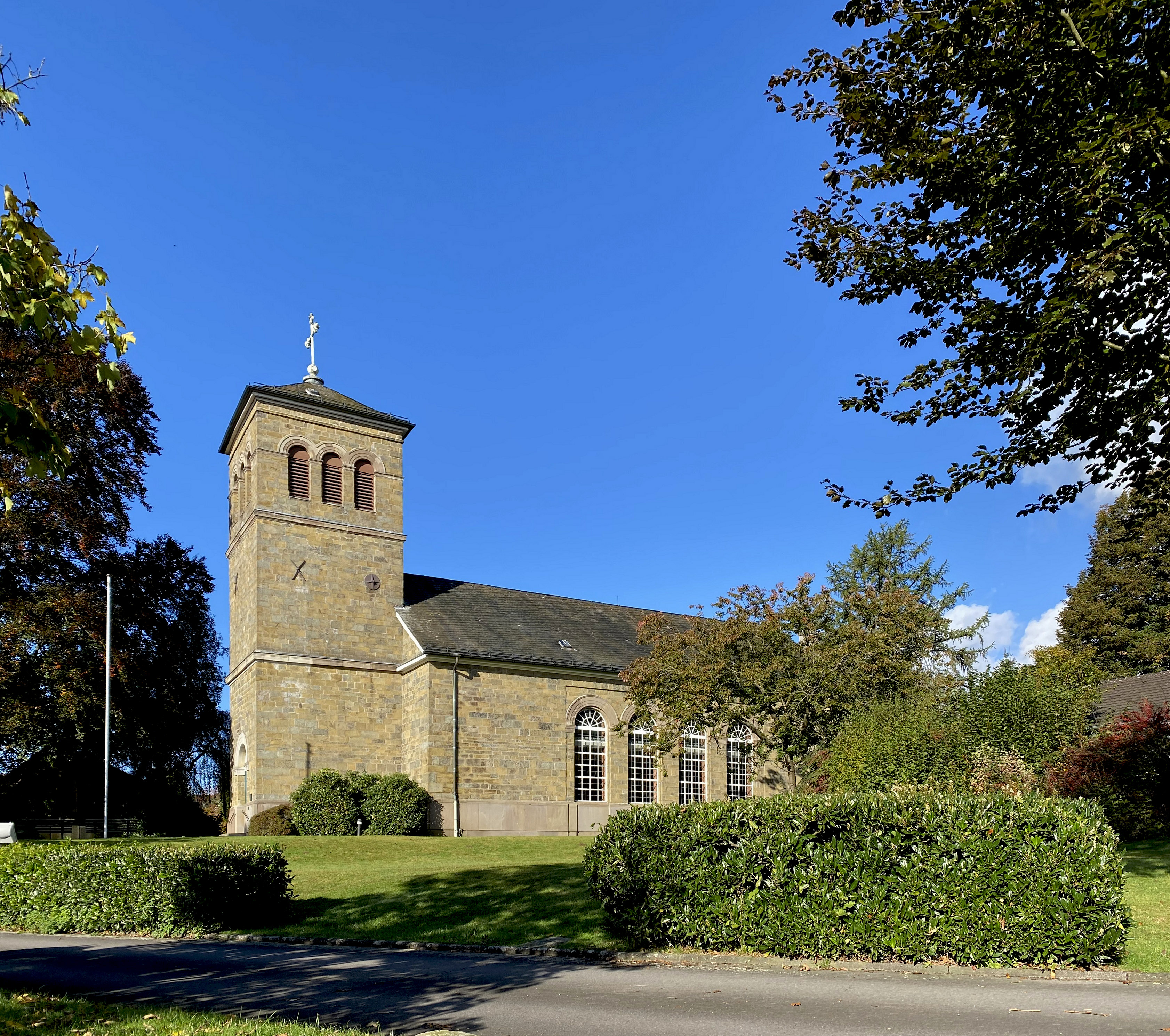
Evangelische Kirche Klaswipper

Weiter gibt es je eine katholische Kirche in den umliegenden Kirchdörfern Egen, Kreuzberg, Agathaberg, Thier, Wipperfeld, Hämmern und in der Neye-Siedlung. In den umliegenden Ortschaften befinden sich Kapellen, wie zum Beispiel in Vordermühle und Neuenherweg (Niederwipper).

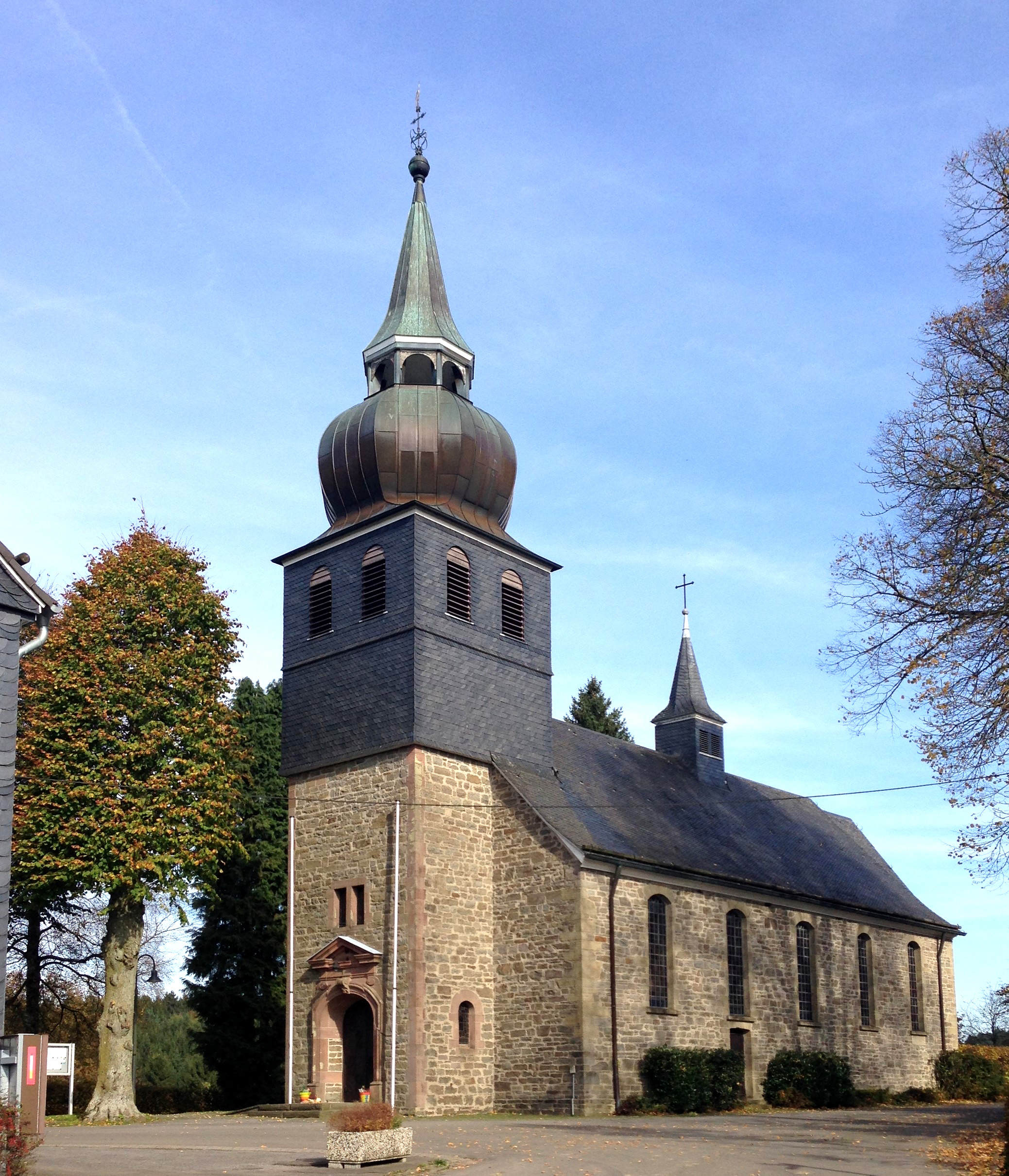
Kath. Kirche Unbefleckte Empfängnis (Egen)
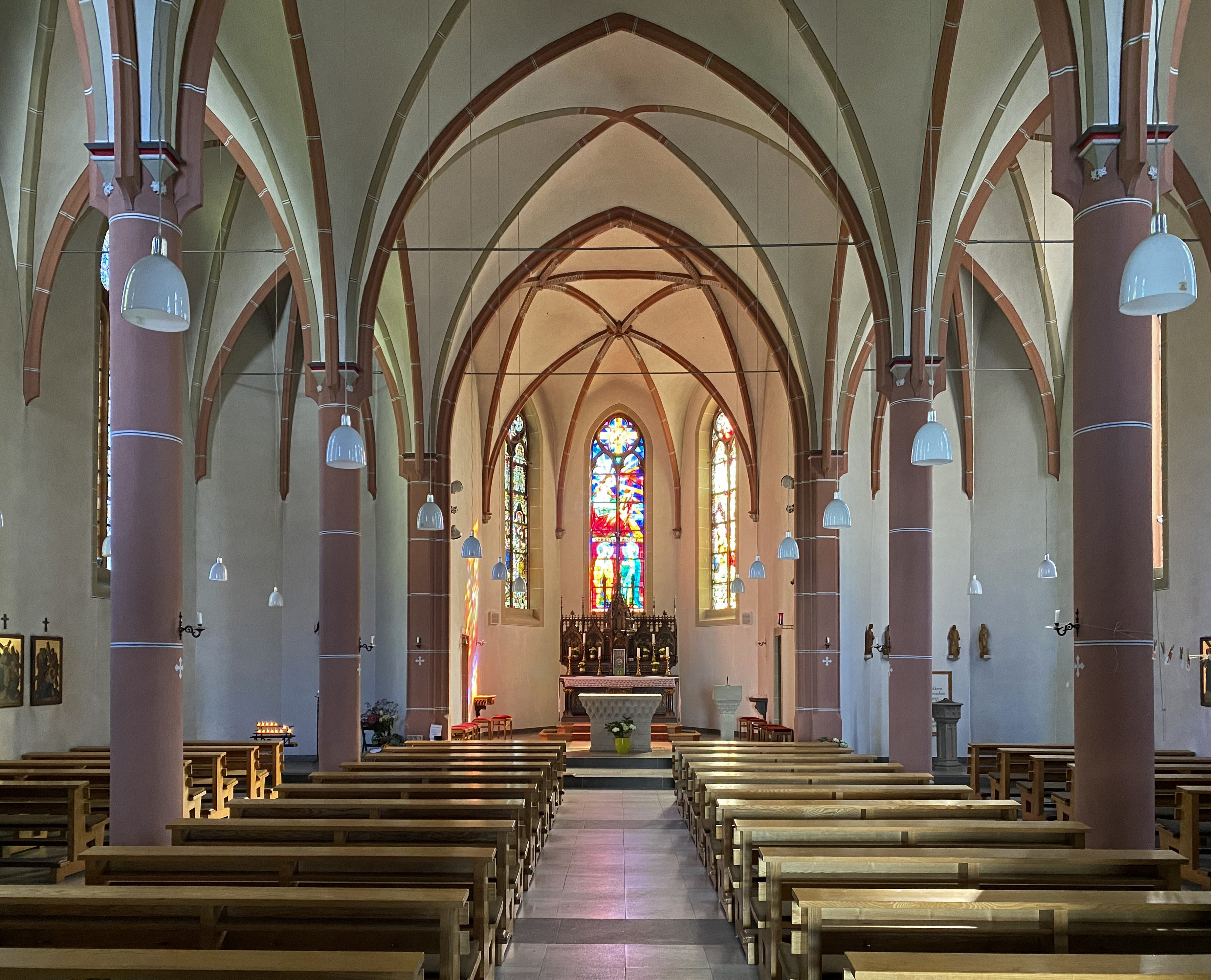
St. Johannes in Kreuzberg
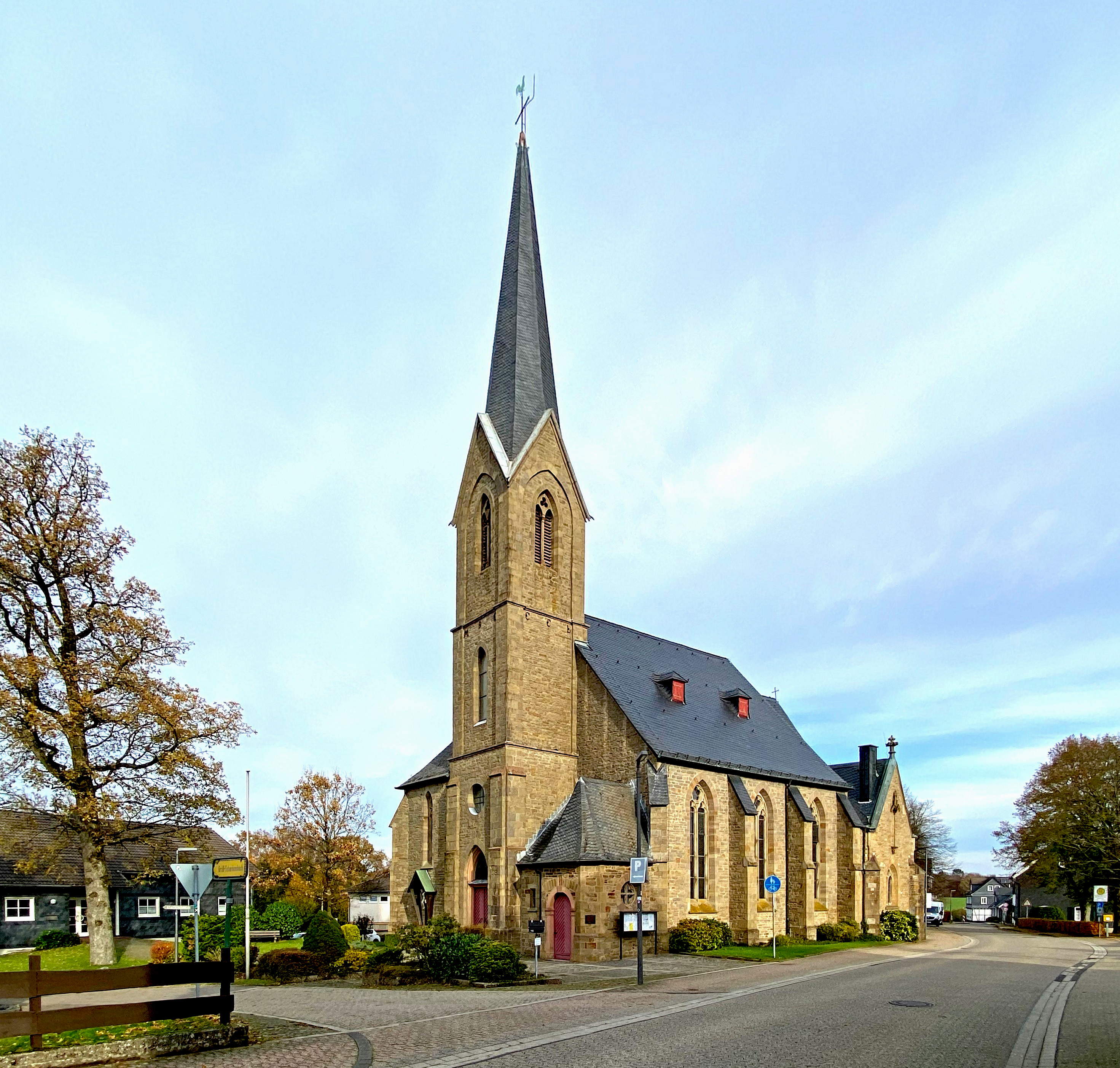
Kath. Kirche Agathaberg
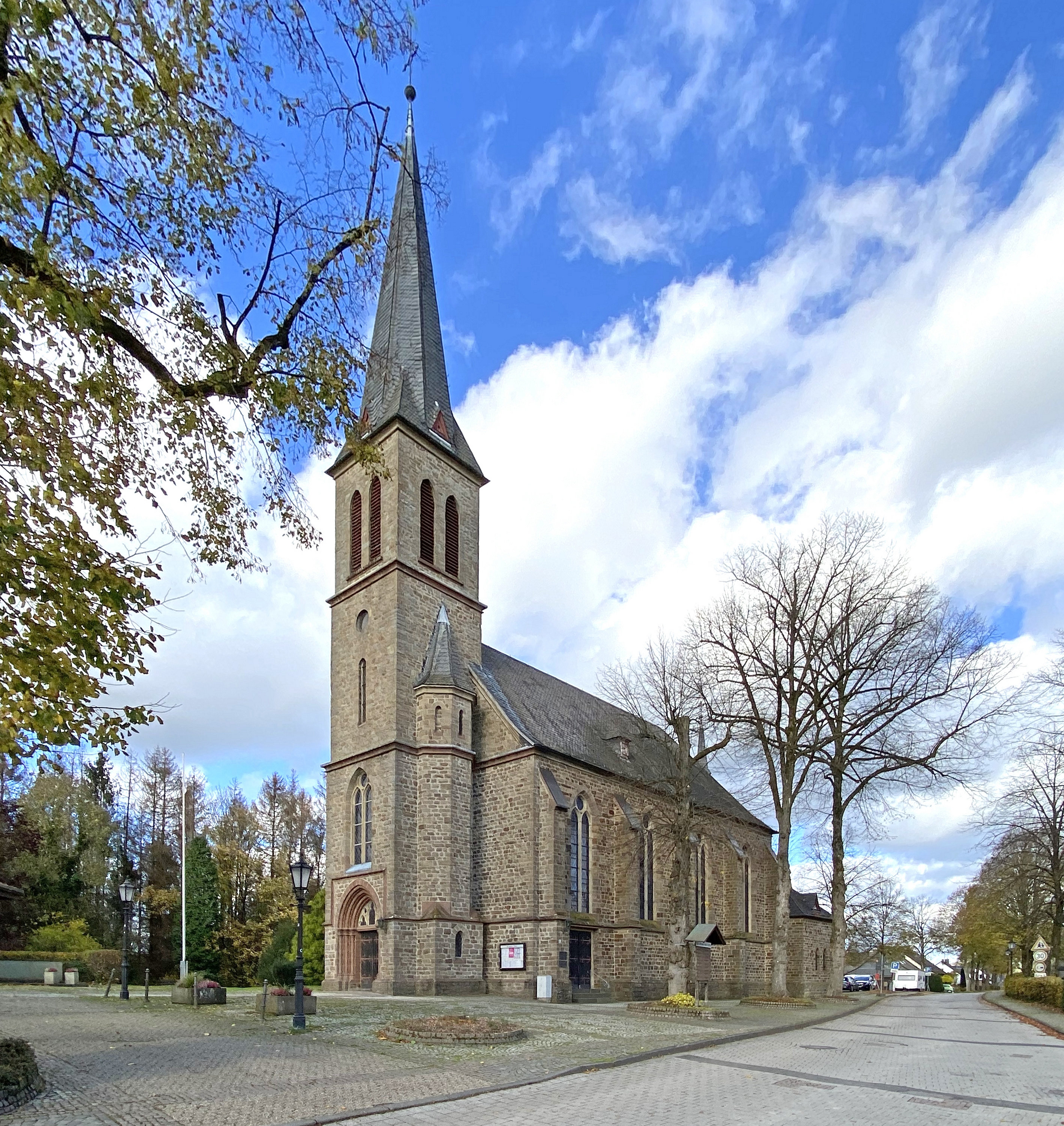
kath. Pfarrkirche St. Anna in Thier
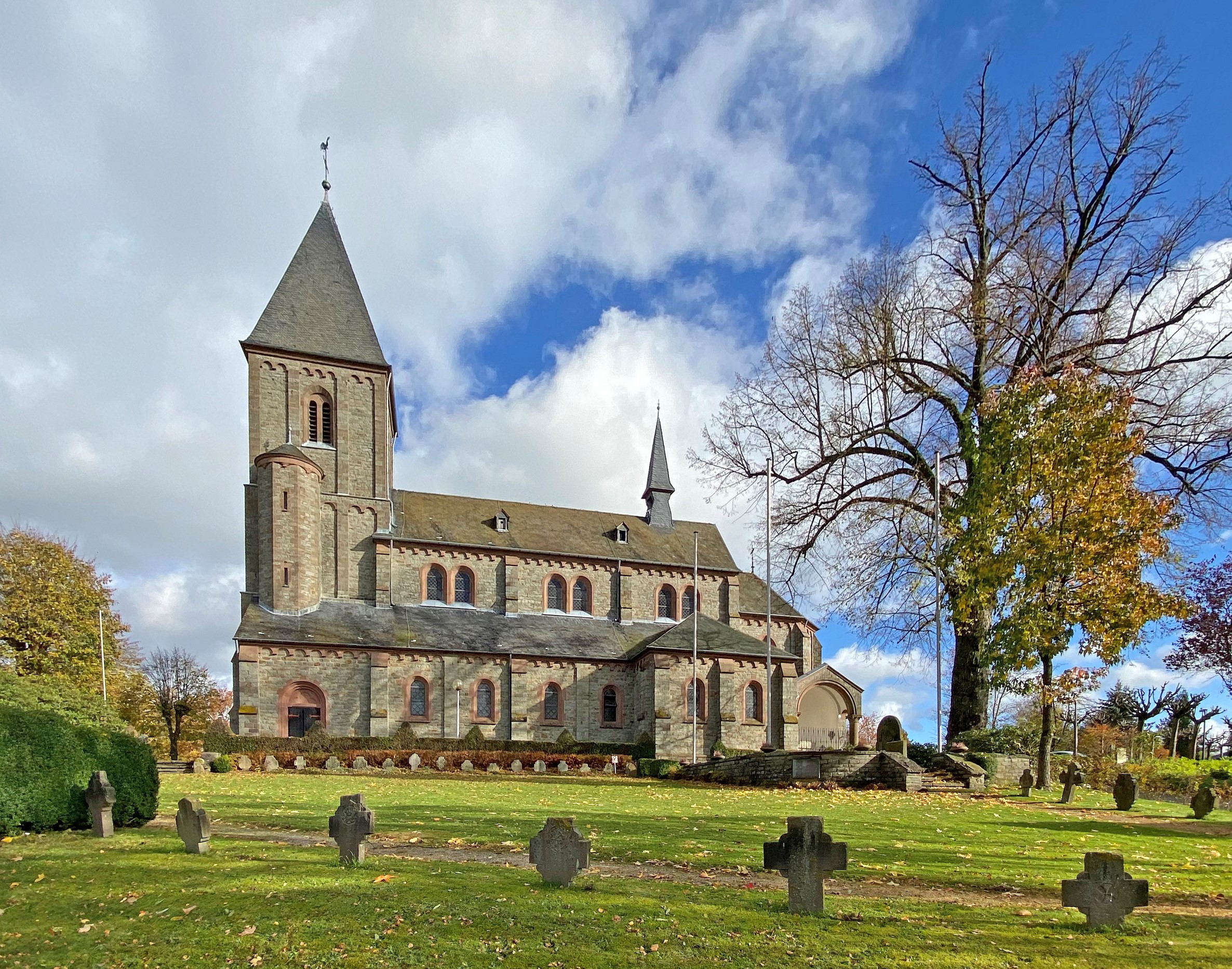
Kath. Pfarrkirche St. Clemens in Wipperfeld
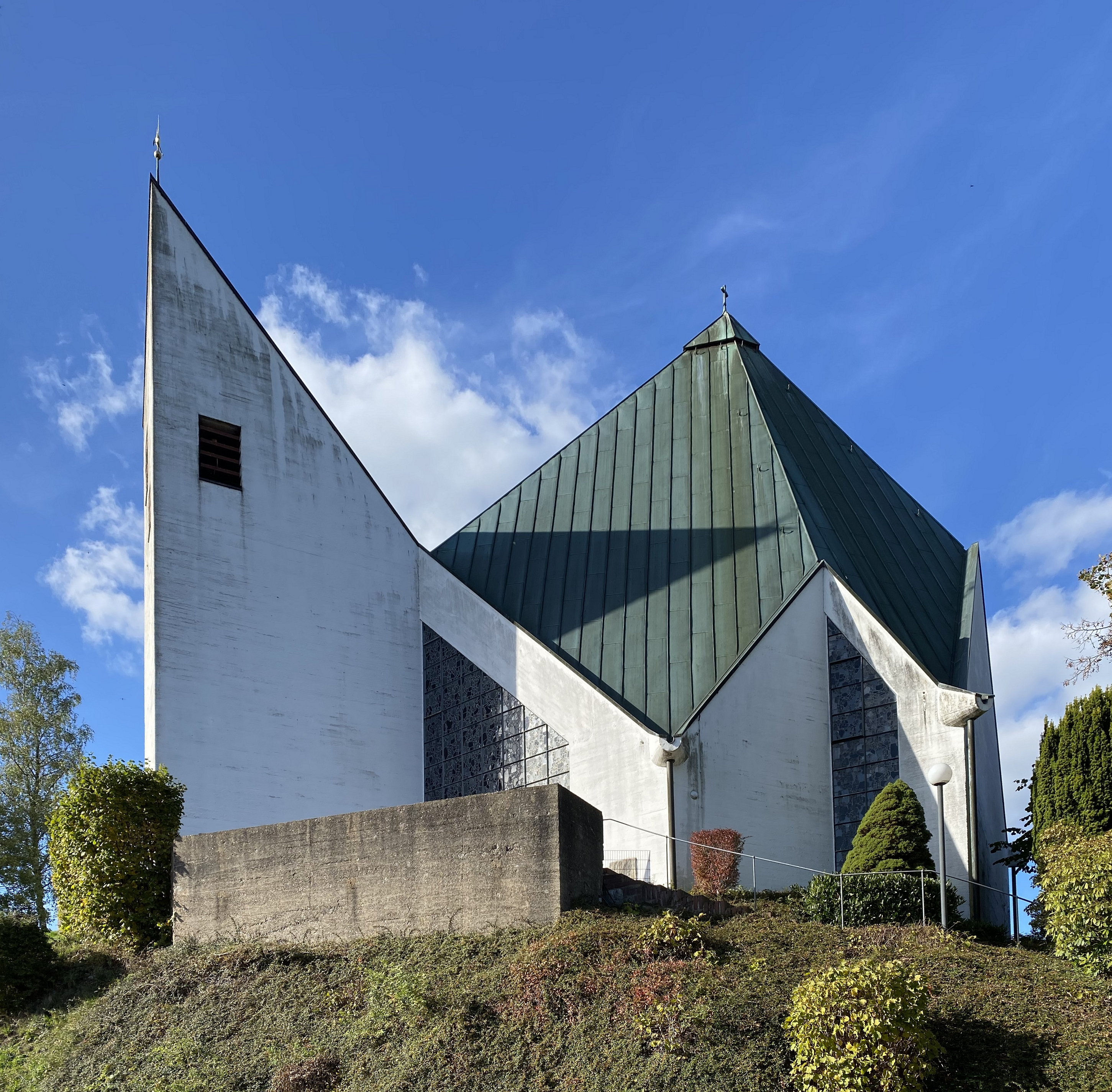
St. Anna in Hämmern
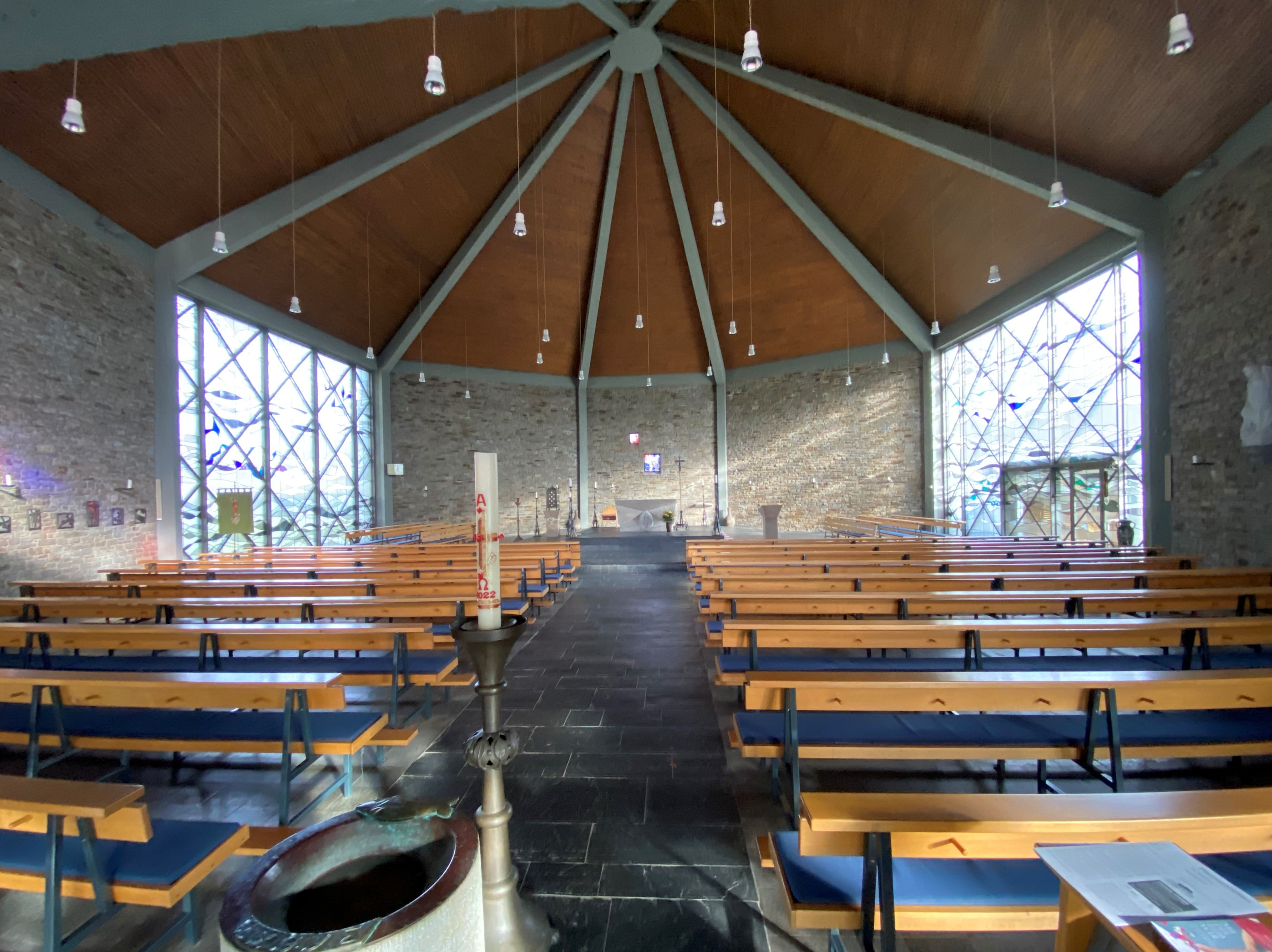
St. Michael in der Neye-Siedlung
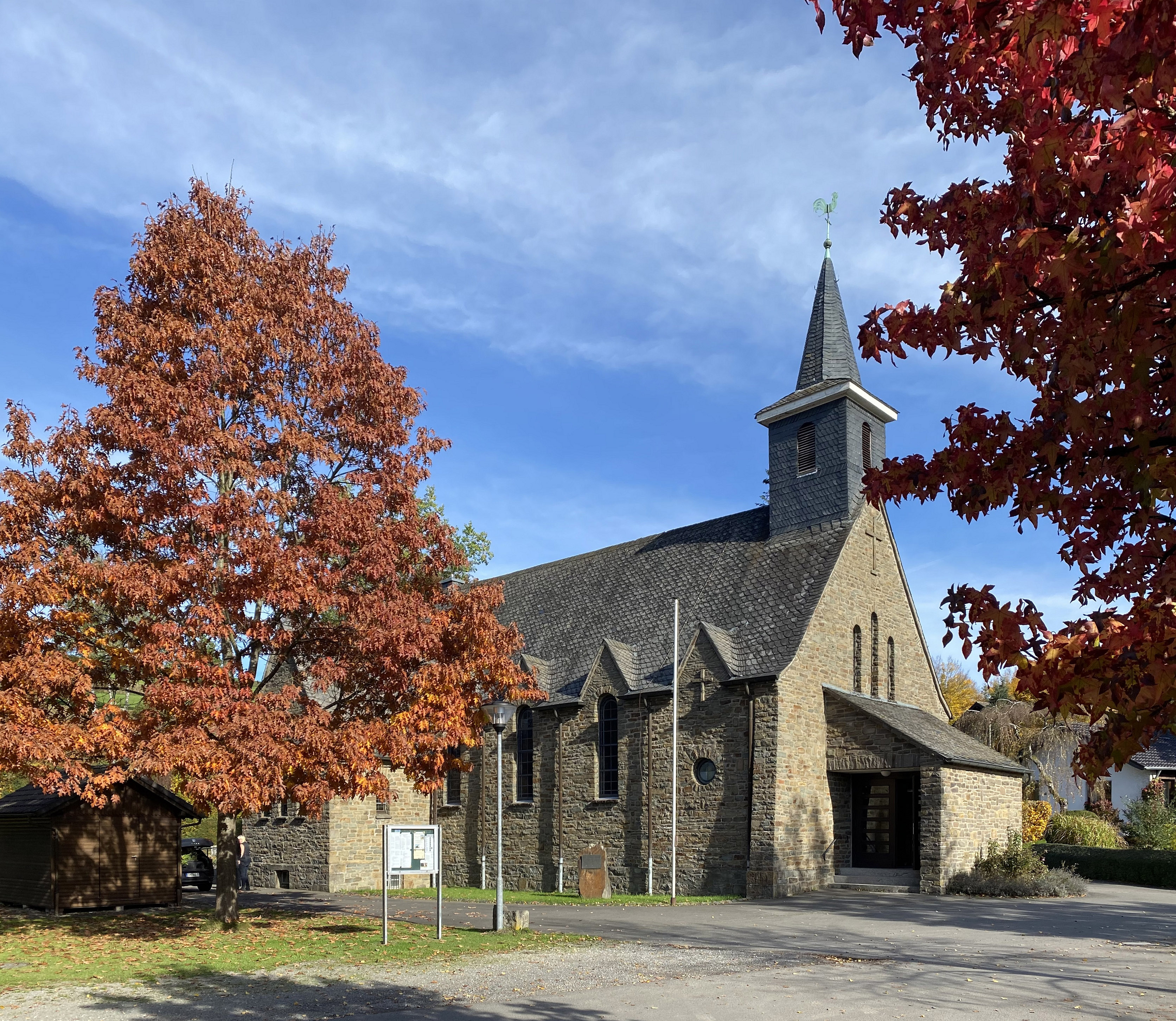
Herz-Jesu-Kapelle in Neuenherweg (Niederwipper)

### Parks

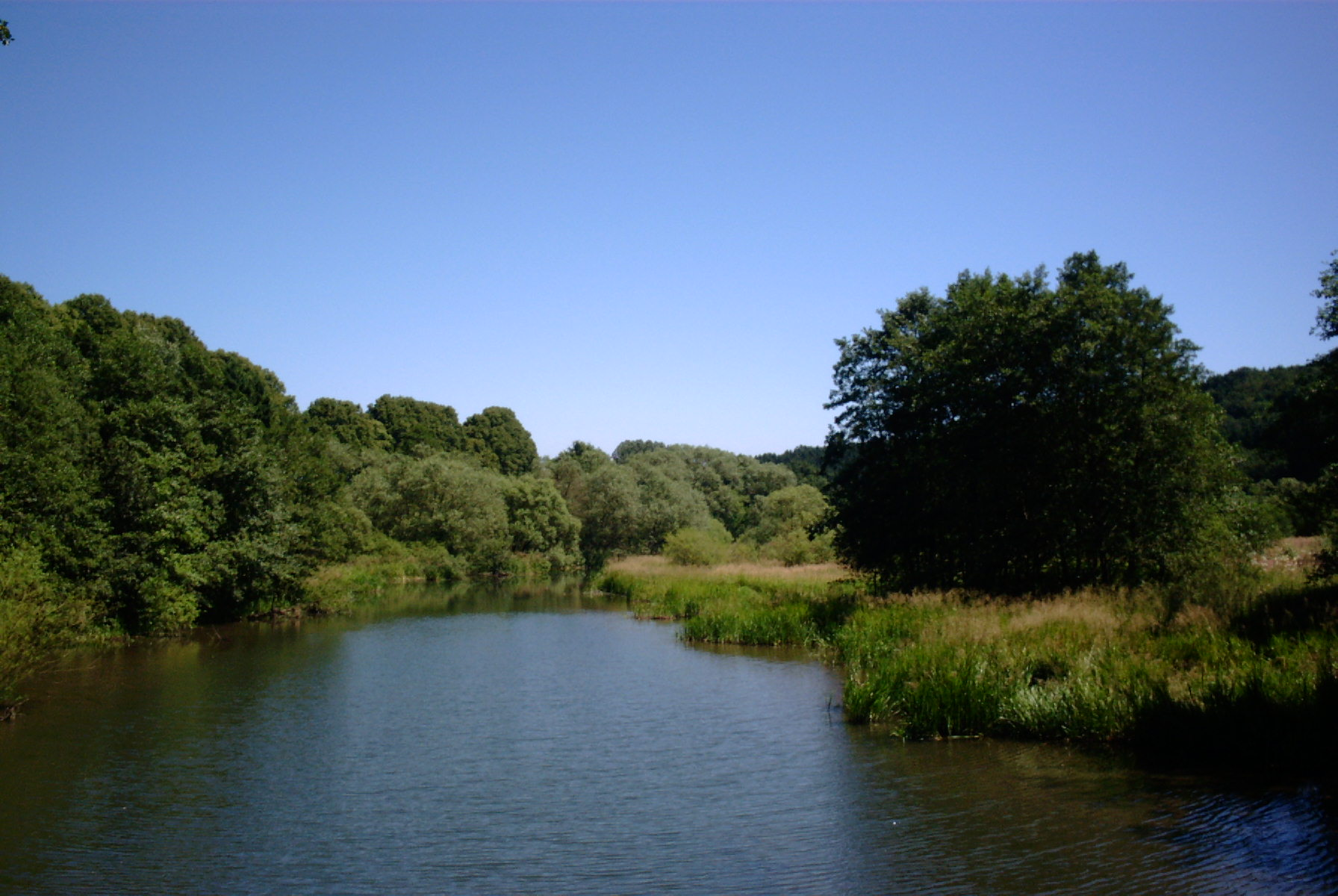
Naturschutzgebiet am Stauweiher

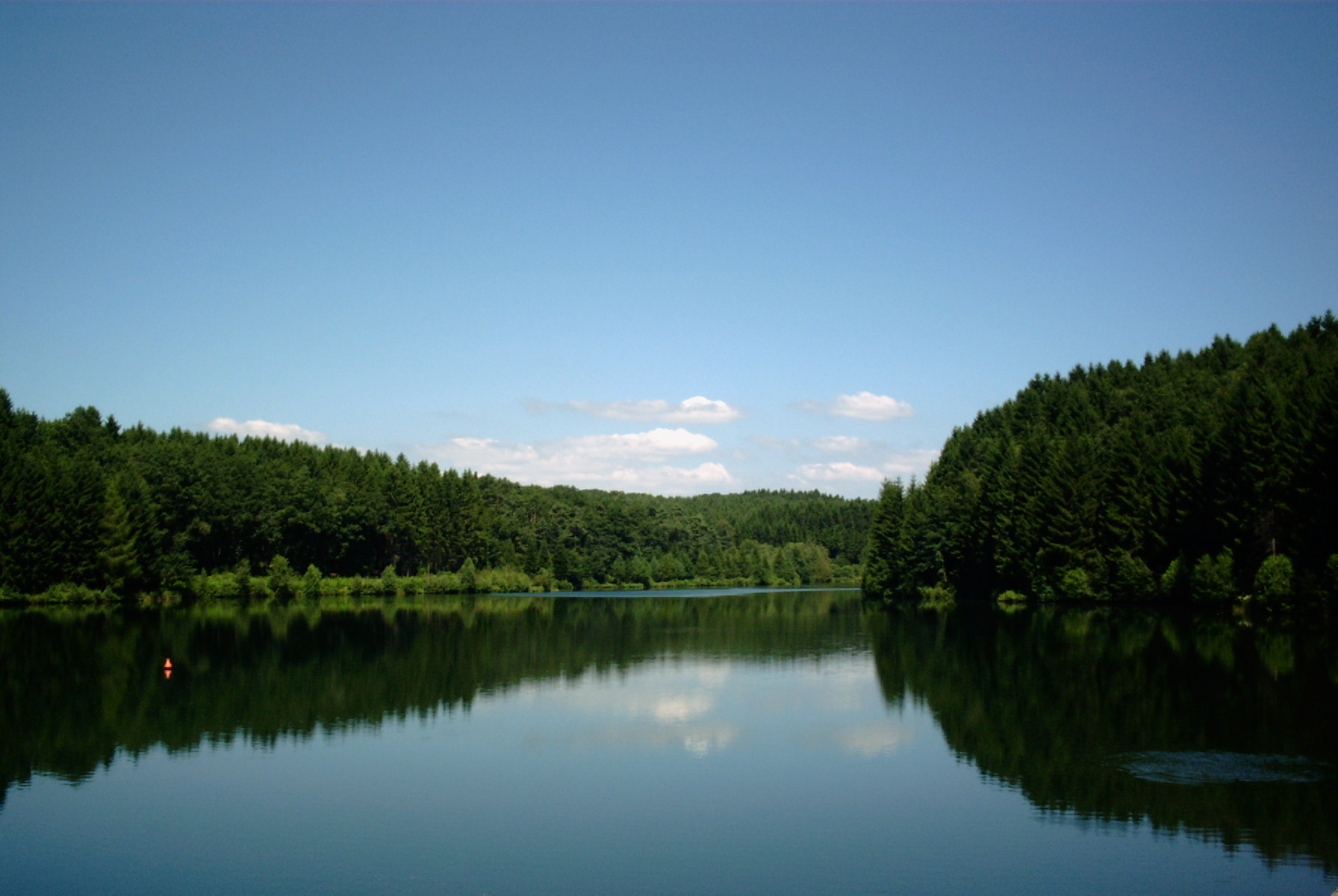
Schevelinger Talsperre

Die Parkanlage „Ohler Wiesen“ verfügt über ein Veranstaltungsgelände für Kirmes, Zirkus oder den Florianstag der Feuerwehr sowie dem Kunstrasenplatz des Vfr Wipperfürth und einem großen Rasenplatz für sportliche Zwecke. Früher führte eine Brücke über die Wupper direkt in die Parkanlage, heute ist sie nur noch über die alte Eisenbahnbrücke zu erreichen.

### Freizeit und Sport
Die Stadt verfügt über eine Dreifach-Turnhalle, mehrere Doppelturn- und Einfachturnhallen, Sportplätze, ein Stadion mit Rasenplatz, ein Hallenbad mit 25-Meter-Bahnen incl. Sauna und Liegewiese, einen Flugplatz, Tennisplätze, Squashanlagen, Reitplätze und Kegelbahnen.
Auf dem Stadtgebiet oder in der nahen Umgebung von Wipperfürth liegen mehrere große Talsperren zur Trinkwasserversorgung, darunter die Kerspetalsperre, Neyetalsperre, Schevelinger Talsperre und die Große Dhünntalsperre. Die Bevertalsperre dient dem Hochwasserschutz und dem Wassersport, alle sind für Freizeitaktivitäten durch ein Wanderwegenetz erschlossen.
Sportvereine
Im Stadtsportverband Wipperfürth e. V. sind über 30 Sportvereine organisiert. In Neye befindet sich dazu ein Sonderlandeplatz für die örtlichen Luftsportvereine.

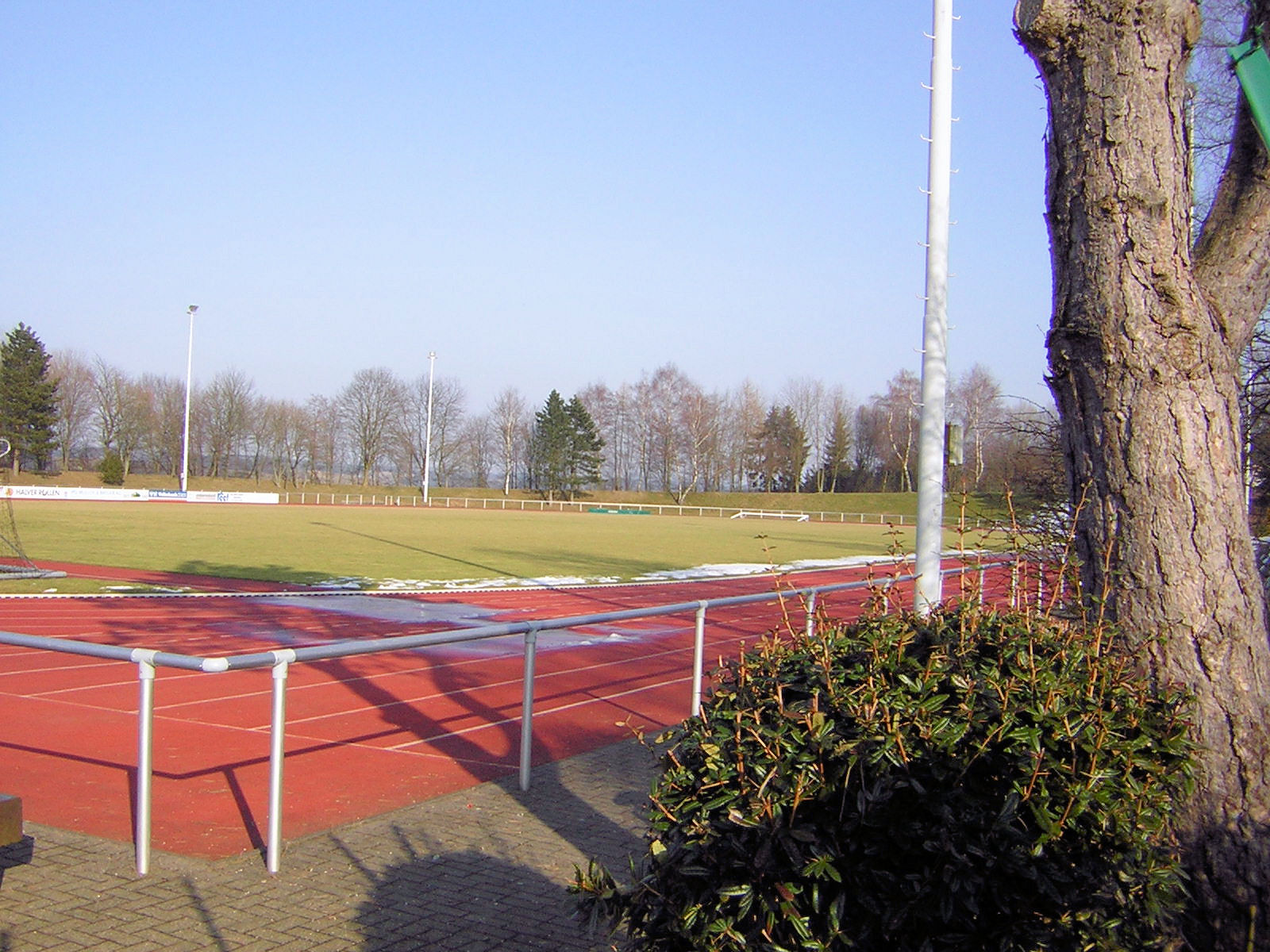
Stadion auf dem Mühlenberg
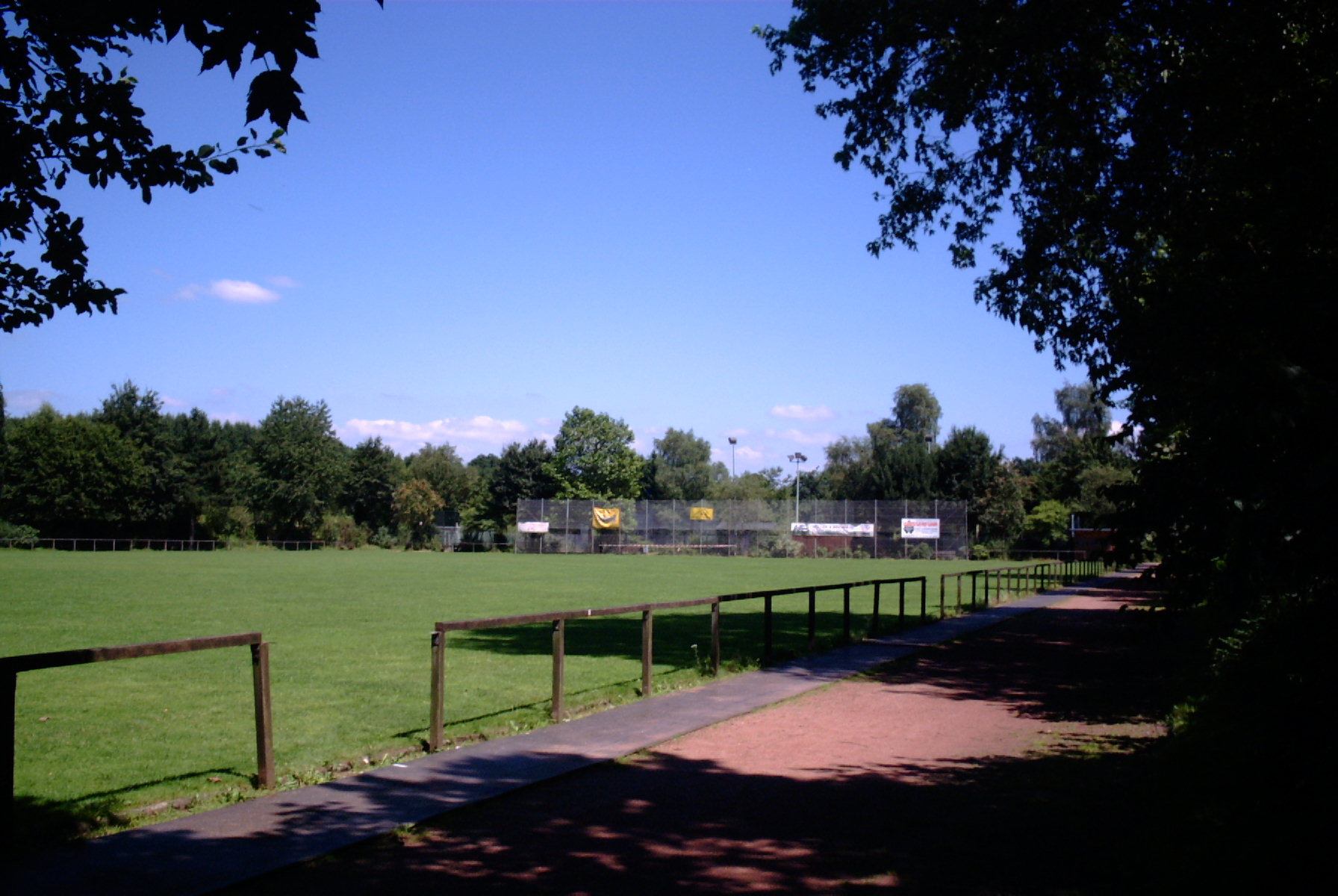
Rasenplatz in der Parkanlage Ohler Wiesen

### Kulturelle Veranstaltungen
Im Kultur- und Veranstaltungszentrum „Alte Drahtzieherei“ an der Wupper finden ganzjährig kulturelle Veranstaltungen wie Kabarett und Musikkonzerte statt.

## Wirtschaft und Infrastruktur

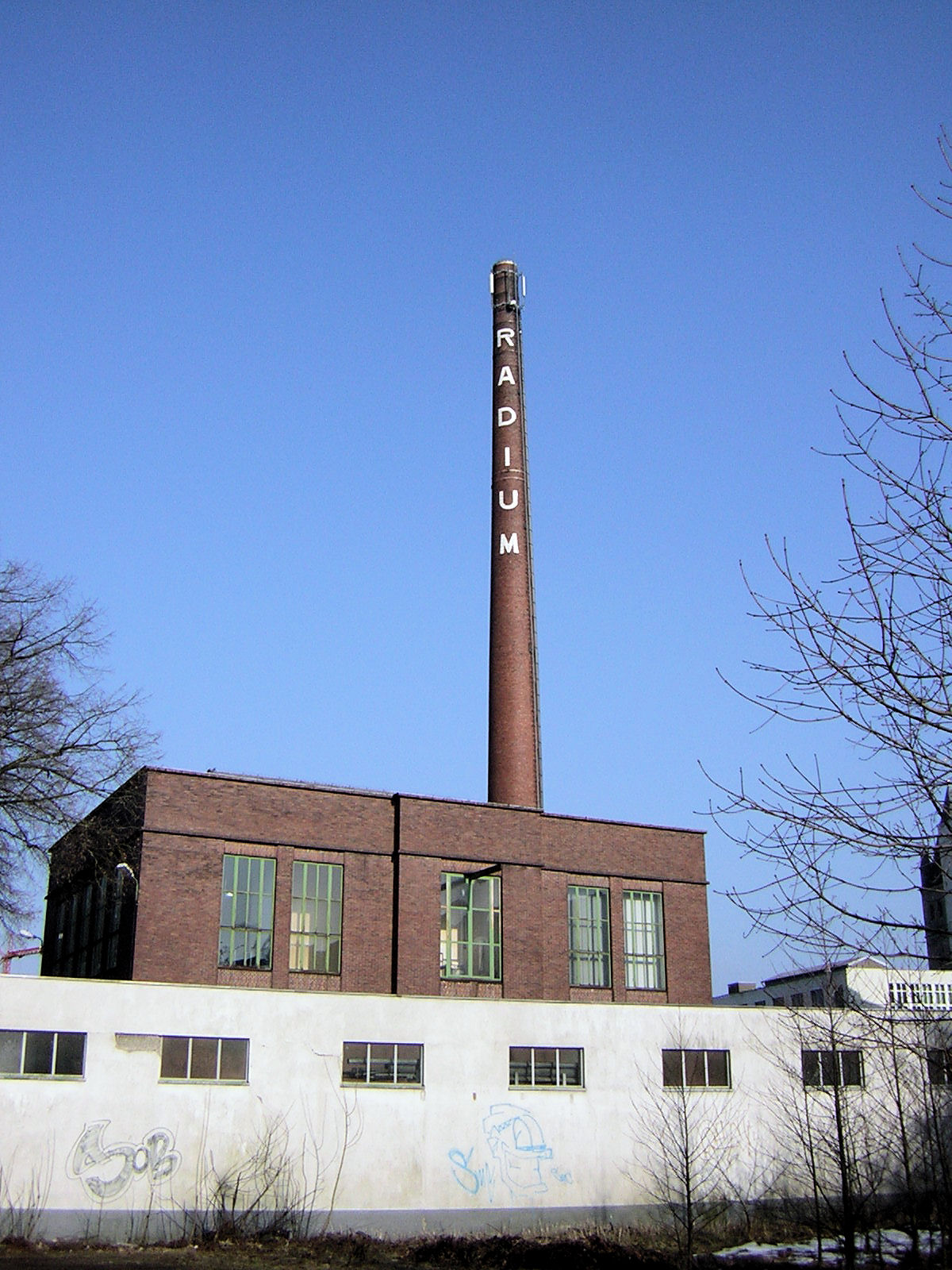
Firma Radium

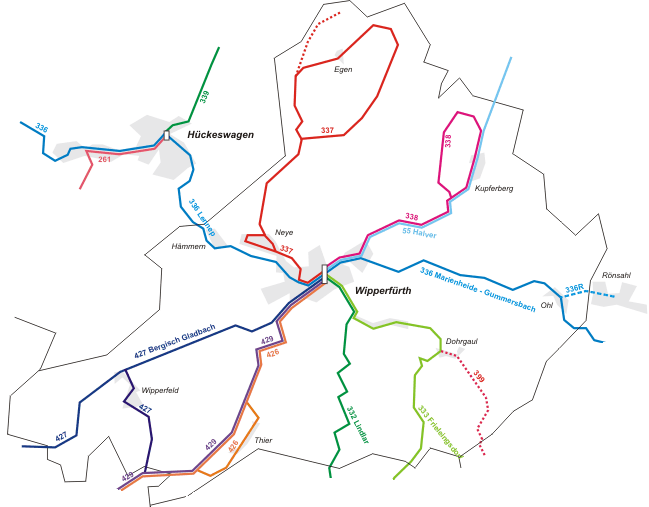
ÖPNV in Wipperfürth

Während der Industriellen Revolution entstanden mehrere Betriebe im Bereich der Textilindustrie. Vorwiegend ist heute die elektrotechnische, kunststoffverarbeitende, metallverarbeitende und papierverarbeitende Industrie hier ansässig. Das Radium Lampenwerk wurde 1904 gegründet. Es war bis 2016 ein Tochterunternehmen von Osram. Zum größten Arbeitgeber in der Stadt entwickelte sich die 1931 gegründete Armaturenfabrik Voss mit ihren Sparten Fluid (Rohrverschraubungen und Hydraulikventile) und Automotiv (Zulieferer und Entwickler für die Automobilindustrie), die heute weltweit tätig ist. Die Firma Jokey ist ein weltweit tätiges Unternehmen für die Herstellung hochwertiger Kunststoffverpackungen. Hinzu kommen einige Firmen der Kabelherstellung (HEW, Richter Kabel, Müller Plastik) und der Kunststoffverarbeitung (EXTE, W.Bosch, Nawrot, Polifilm).

### Verkehr

#### Busverbindungen
Wipperfürth besitzt Busverbindungen in verschiedene Städte der Region. Diese werden von der
Oberbergischen Verkehrsgesellschaft AG, der Märkischen Verkehrsgesellschaft GmbH und der Kraftverkehr Wupper-Sieg AG bedient.
Es gelten die Tarife des Verkehrsverbundes Rhein-Sieg und der Verkehrsgemeinschaft Ruhr-Lippe.
- Linie 334: Wipperfürth–(Agathaberg)-Hartegasse–Lindlar–Engelskirchen
- Linie 333: Wipperfürth–Dohrgaul–Frielingsdorf-Klause–Lindlar
- Linie 336: Gummersbach–Marienheide–Wipperfürth–Hückeswagen–Remscheid-Lennep
- Linie 337: Wipperfürth–Neye–Egen
- Linie 338: Wipperfürth–Kupferberg–Kreuzberg
- Linie 426: Wipperfürth–Thier–Kürten–Bergisch Gladbach
- Linie 427: Wipperfürth–Wipperfeld–Bechen–Bergisch Gladbach
- Linie 55: Wipperfürth–Kupferberg–Halver–Lüdenscheid

#### Autobahnanschluss
- BAB 1 (Köln–Dortmund) in Remscheid in 17 km, in Wermelskirchen in 18 km
- BAB 4 (Köln–Olpe) in Engelskirchen in 18 km, in Bensberg-Moitzfeld in 27 km
- BAB 45 (Dortmund–Frankfurt am Main) in Meinerzhagen in 20 km

#### Bundesstraßen
Wipperfürth liegt im Schnittpunkt der Bundesstraßen B 237 (Remscheid–Meinerzhagen) und B 506 (Köln–Wipperfürth). Die B 256 trifft aus Richtung Gummersbach in der Ortschaft Ohl auf die B 237.

#### Flugplatz
Im Ortsteil Neye an der Wupper gibt es einen Sonderlandeplatz, den Flugplatz Wipperfürth-Neye.

#### Eisenbahn

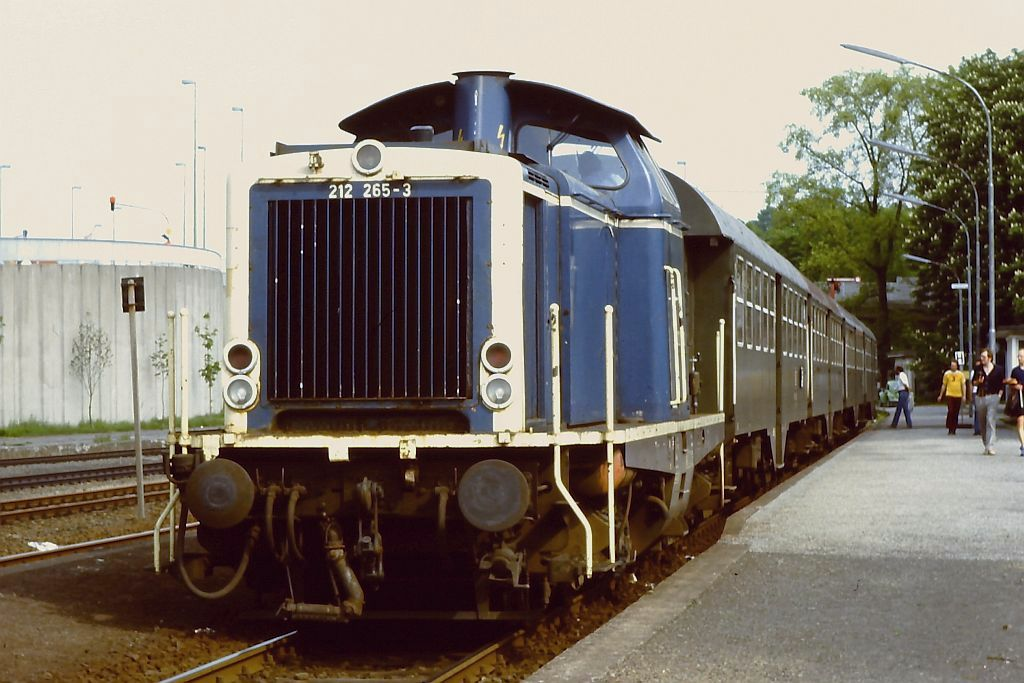
Der Wipperfürther Bahnhof im Jahr 1986

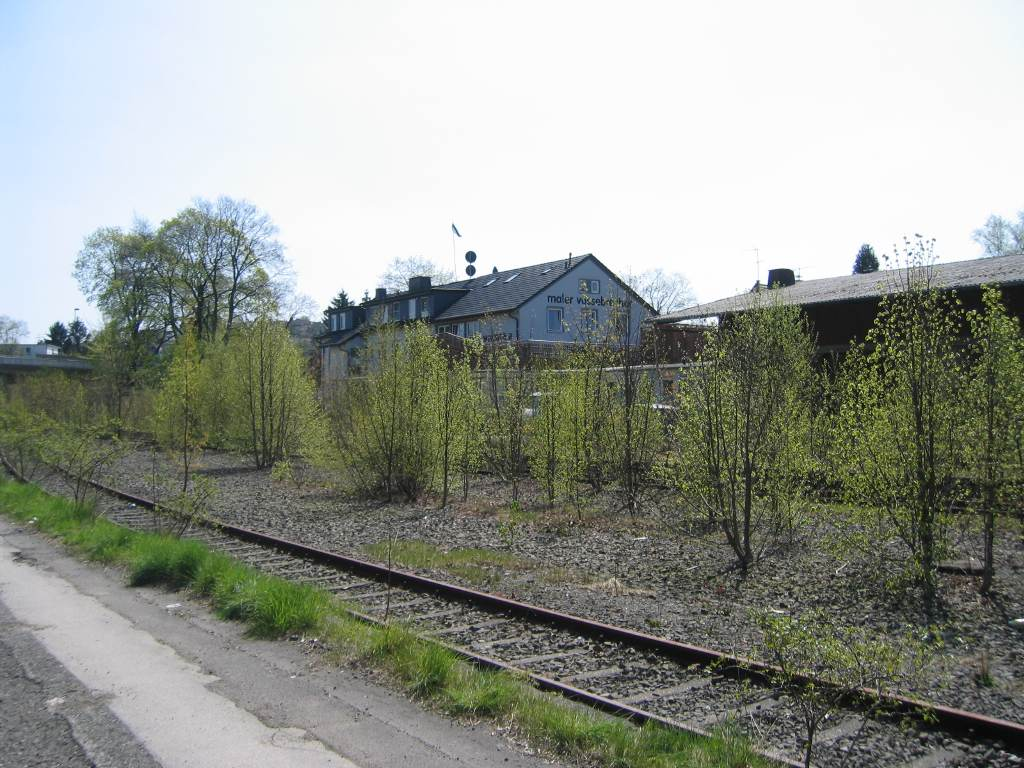
Der Wipperfürther Bahnhof im Jahr 2005

Bis in die 1980er Jahre hatte Wipperfürth einen Personenbahnhof an der Wippertalbahn Remscheid-Lennep–Hückeswagen–Wipperfürth–Marienheide. Auf Wipperfürther Gebiet lagen die Stationen Hämmern, Wipperfürth West, Wipperfürth, Wipperfürth Ost, Egerpohl, Klaswipper und Ohl-Rönsahl. Seit 1986 ist der Personenverkehr, seit 1996 der Gesamtverkehr stillgelegt. Die Strecke wurde größtenteils als Rad- und Fußweg zurückgebaut, indem die Gleise entfernt und Feinsplitt aufgetragen wurde. Der ehemalige Bahntrasse ist heute Teil des Bergischen Panoramaradweges Wasserquintett. Auf dem alten Bahnhofsgelände sind ein Gewerbegebiet mit einem Lebensmitteldiscounter und Parkplätzen entstanden. Die Westtangente als Verlängerung der bestehenden Umgehungsstraße wurde ebenfalls auf dem alten Bahngelände fertiggestellt.
Eine zweite Bahnlinie bestand bis 1960 mit der Wuppertalbahn: Wipperfürth–Anschlag–Halver–Oberbrügge–Lüdenscheid. Hier gab es die Stationen Wasserfuhr und Kupferberg auf städtischem Gebiet.

### Öffentliche Einrichtungen
- Bundesagentur für Arbeit
- Amtsgericht
- Finanzamt
- Jugendamt
- Forstamt
- Prüfstelle des TÜV

### Gesundheitswesen
Das ehemals katholische St.-Josef-Krankenhaus ist seit 2012 eine Helios Klinik. Sie deckt die Grund- und Regelversorgung ab, verfügt über 194 Betten und hat die Fachabteilungen Anästhesie, Chirurgie, Gynäkologie und Geburtshilfe, Innere Medizin sowie eine Belegabteilung für Hals-Nasen-Ohren-Heilkunde.

### Bildung

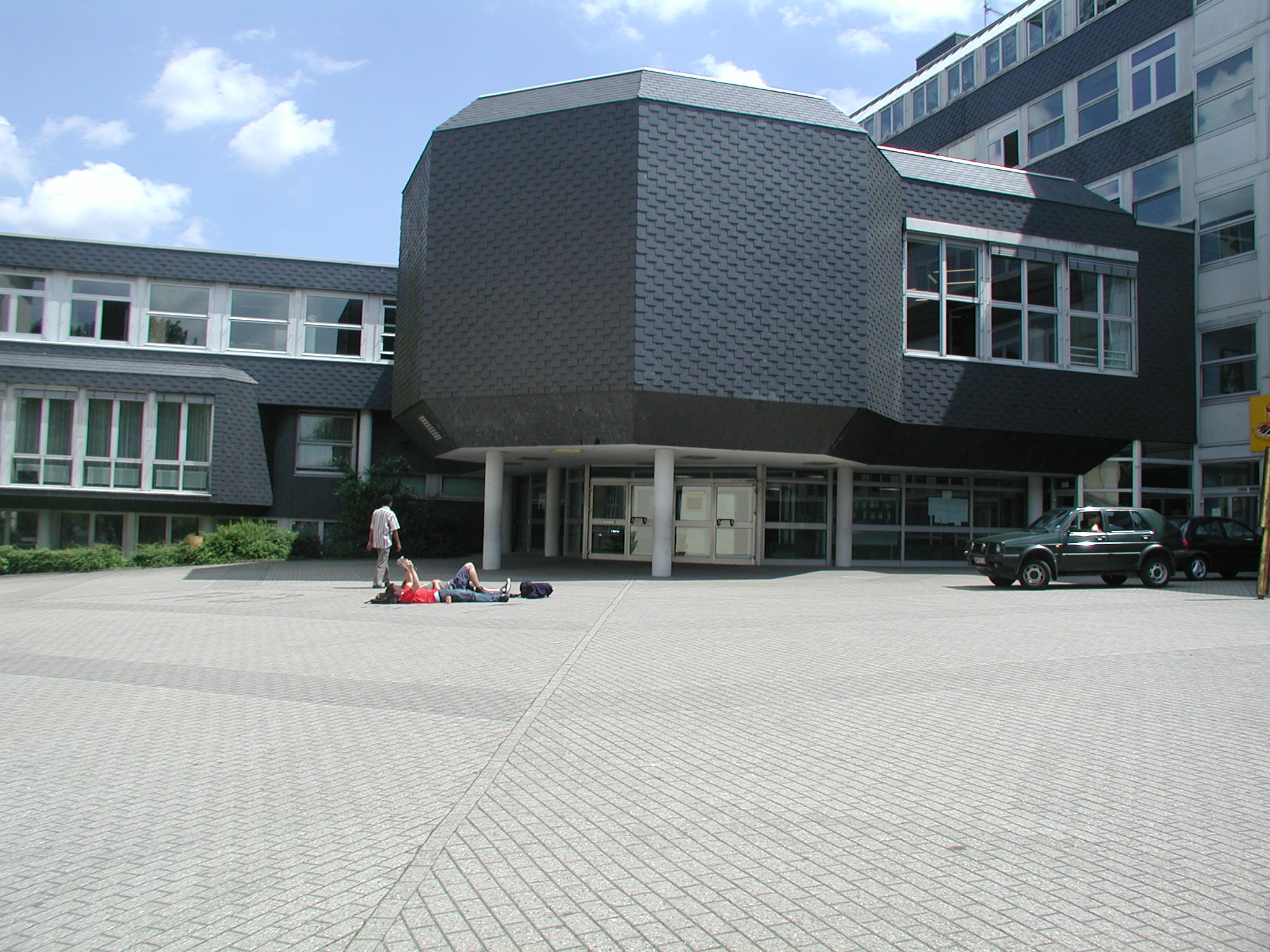
Engelbert-von-Berg-Gymnasium

Die Stadt hat insgesamt vier weiterführende Schulen. Das Städt. Engelbert-von-Berg-Gymnasium befindet sich an der Lüdenscheider Straße im Osten vom Stadtkern aus und das Erzbischöfliche St.-Angela-Gymnasium auf dem Silberberg in gleicher Richtung. Die Hermann-Voss-Realschule und die Konrad-Adenauer-Hauptschule Wipperfürth liegen direkt nebeneinander auf dem Mühlenberg. Darüber hinaus gibt es eine berufsbildende Schule (Bergisches Berufskolleg Wipperfürth), acht Grundschulen und eine Förderschule, Schwerpunkt Geistige Entwicklung. Seit März 2009 hat die Stadt eine Jugendkunstschule (KuBa – Kunstbahnhof Wipperfürth), diese befindet sich im stillgelegten Bahnhof der Stadt Wipperfürth.

## Persönlichkeiten

### Ehrenbürger
- 1917 Paul von Hindenburg (1847–1934), Generalfeldmarschall im Ersten Weltkrieg
- 1917 Felix von Hartmann (1851–1919), Erzbischof von Köln (1912–1919)
- 1986 Hermann Voss, Alt-Bürgermeister und Unternehmer
- 2004 Hans-Leo Kausemann (1937–2025), Bürgermeister und Landrat
- Leo Zorn, ehemaliger leitender Arzt im St.-Josef-Krankenhaus Wipperfürth
- Joseph Mäurer, ehemaliger Dechant
- Adolf Berger, Bürgermeister von 1961 bis 1974

### Söhne und Töchter der Stadt
- Nikolaus von Langenberg (1575/76–1626/28), brandenburgischer Rat. Diplomat und Kommissar, Staatsphilosoph
- Johann Gottfried Langenberg (1617/18–1677), Rechtsgelehrter, Professor in Duisburg, 1663 und 1674 Rektor der Universität Duisburg[15]
- Johann Peter Ommerborn (1762–1837), Freiheitskämpfer in den Koalitionskriegen, geboren in Ommerborn
- Johann Christian Josef Abs (1781–1823), Pädagoge
- Johann Joseph Bauerband (1800–1878), Jurist, Universitätsprofessor, Abgeordneter der Preußischen Nationalversammlung
- Franz Wülffing (1814–1896), Landrat
- Elisabeth Dreyschock (1834–1911), Konzertsängerin
- Joseph Braun (1857–1947), Theologe, Jesuit und Kunsthistoriker
- Joseph Mausbach (1861–1931), Moraltheologe, Sozialethiker, Parlamentarier, geboren in Wipperfeld
- Fritz Volbach (1861–1940), Komponist und Musiker
- Carl Emil Buchholz (1865–1932), in Ohl geborener Schießpulver- und Sprengstoff-Fabrikant
- Bruno Dörpinghaus (1903–1995), Ingenieur und Politiker (CDU)
- Helmut Huchzermeyer (1904–1984), Altphilologe, Musikwissenschafter und Komponist, geboren in Klaswipper
- Franz Crass (1928–2012), Opernsänger
- Hans Kern (1933–2021), Abgeordneter im Landtag von Nordrhein-Westfalen (1985 bis Mai 2000)
- Hermann Josef Dörpinghaus (* 1937), Bibliothekar
- Hans-Leo Kausemann (1937–2025), Bürgermeister von Wipperfürth und Landrat des Oberbergischen Kreises
- Herbert Frößler (* 1941), Radiologe und Sanitätsoffizier der Bundeswehr, Generalarzt, Chefarzt des Bundeswehrzentralkrankenhauses Koblenz
- Ilse Noor (* 1941), Grafikerin
- Tomas Schmit (1943–2006), Aktions- und Konzeptkünstler
- Johannes Börsch (* 1944), Monsignore, Pfarrer am Altenberger Dom, Leitender Pfarrer im Pfarrverband Odenthal/Burscheid/Altenberg
- Margret Causemann (* 1944), Ethnologin und Tibetologin
- Wolfgang Franken (* 1948), Künstler
- Karin David (* 1949), Schauspielerin
- Jürgen Osterhammel (* 1952), Historiker
- Berthold Wald (* 1952), Philosoph, Universitätsprofessor und Rektor der Theologischen Fakultät in Paderborn
- Klaus-Peter Flosbach (* 1952), Politiker (CDU), MdB
- Willibert Pauels (* 1954), „Ne Bergische Jung“, Karnevalist, Diakon
- Annette Storsberg (* 1955), Verwaltungsjuristin, Ministerial- und politische Beamtin (CDU)
- Thomas Krokowski (* 1957), Handballspieler
- Harald Meier (* 1957), Wirtschaftswissenschaftler und Hochschullehrer
- Gerald Wasserfuhr (* 1957), Musiker
- Birgit Lehr (* 1959), Tischtennisspielerin, geboren in Ohl
- Winfried Eckel (* 1960), Komparatist
- Christian Fitzek (* 1961), Handballspieler
- Eva-Maria Zurhorst (* 1962), Autorin
- Michael von Rekowski (* 1963), Bürgermeister von Wipperfürth
- Stefan Klett (* 1967), deutscher Sportfunktionär
- Anno Lauten (* 1967), Sänger und Stimmtrainer
- Andreas Schnermann (* 1968), Jazzpianist
- Lale Karci (* 1969), Schauspielerin
- Frank M. Spinath (* 1969), Psychologe und Musiker
- Christoph Scheibling (* 1969), stellvertretender Leiter des Militärmusikdiensts und des Zentrums Militärmusik der Bundeswehr
- Arndt von Koenigsmarck (* 1970), Fachbuchautor
- Manuela Goller (* 1971), Fußballspielerin
- Falko Droßmann (* 1973), Politiker (SPD)
- Alpan Sagsöz (* 1973), Romanautor
- Nicole von Wagner (* 1974), Moderatorin, Buchautorin und Beraterin
- Manuel Atug (* 1976), Ingenieur, IT-Sicherheitsberater, Autor und Aktivist im Bereich Cybersicherheit und Kritische Infrastruktur
- Christian Berger (* 1978), Politiker (CDU)
- Frank Röttgen (* 1978), Sommer-Biathlet
- Markus Braun (* 1981), Jazzmusiker und Toningenieur
- David Jansen (* 1981), Filmregisseur, Animator, Illustrator und Drehbuchautor
- Dennis Christian Hövel (* 1981), Bildungsforscher
- Kathrin Osterode (* 1982), Schauspielerin
- Katja Soennecken (* 1982), Archäologin und evangelische Theologin
- Volkan Isbert (* 1988), Schauspieler
- Tijen Ataoğlu (* 1989), Juristin und Politikerin
- Thorax (1989), Techno-DJ
- Sebastian Wurth (* 1994), Sänger – „Hard to Love You“, Kandidat in der 8. Staffel von Deutschland sucht den Superstar
- Mark Lamsfuß (* 1994), Badmintonspieler
- Nicolas Abdat (* 1996), Fußballspieler
- Jens Appelt (* 1998), American-Football-Spieler
- Fynn Gonschor (* 2000), Handballspieler, Juniorennationalspieler[16][17]
- Julia Mickenhagen (* 2005), Fußballspielerin

### Personen, die mit der Stadt in Verbindung stehen
- Aloys Pollender (1800–1879), Entdecker des Milzbrandbazillus (1849)
- Konrad Martin (1812–1879), Bischof von Paderborn
- Carl Joseph Mausbach (1861–1931), Theologe und Politiker
- Stephan Ley (1867–1964), Beethovenforscher
- Ernst Lotz (1887–1948), erster Kultusminister von Rheinland-Pfalz
- Alfons Müller-Wipperfürth (1911–1986), Unternehmer, Herrenausstatter mit über 220 Geschäften (1972)
- Petra Schürmann (1933–2010), Fernsehmoderatorin, Schauspielerin, „Miss World“ 1956
- Udo Lattek (1935–2015), Fußballtrainer, Schüler und später Lehrer am Engelbert-von-Berg-Gymnasium Wipperfürth
- Manfred Laube (1935–2002), Geophysiker, Schüler am Engelbert-von-Berg-Gymnasium Wipperfürth, stellvertretender Bürgermeister
- Godehard Brysch (* 1948), Mittelstreckenläufer, später Lehrer am Engelbert-von-Berg-Gymnasium Wipperfürth
- Barbara Kisseler (1949–2016), Kultursenatorin im Senat der Freien und Hansestadt Hamburg, Schülerin am St.-Angela-Gymnasium Wipperfürth
- Michael Wittschier (* 1953), Didaktiker, Lehrer und Künstler
- Petra Nadolny (* 1960), Schauspielerin, Comedy-Darstellerin und Autorin
- Volker Kutscher (* 1962), Schriftsteller, Schüler am Engelbert-von-Berg-Gymnasium Wipperfürth
- Klaus Biesenbach (* 1966), Kulturmanager, Kurator am Museum of Modern Art in New York, Schüler am St.-Angela-Gymnasium Wipperfürth
- Simon Licht (* 1966), Schauspieler
- Roman Wasserfuhr (* 1985), Jazzpianist, Komponist und Arrangeur, Schüler am Engelbert-von-Berg-Gymnasium Wipperfürth, sowie am St.-Angela-Gymnasium Wipperfürth
- Julian Wasserfuhr (* 1987), Jazztrompeter, Schüler am Engelbert-von-Berg-Gymnasium Wipperfürth